# フレデリック・ショパン
フレデリック・フランソワ・ショパン（仏: Frédéric François Chopin 、ポーランド語: Fryderyk Franciszek Chopin 、生年未詳（1810年3月1日または2月22日、1809年説もあり） - 1849年10月17日）は、ポーランド出身の、前期ロマン派音楽を代表する作曲家。当時のヨーロッパにおいてもピアニストとして、また作曲家としても有名だった。その作曲のほとんどをピアノ独奏曲が占め、ピアノの詩人とも呼ばれるようになった。様々な形式・美しい旋律・半音階的和声法などによってピアノの表現様式を拡大し、ピアノ音楽の新しい地平を切り開いていった。夜想曲やワルツなど、今でも彼の作曲したピアノ曲はクラシック音楽ファン以外にもよく知られている。これらの情熱的かつダイナミックな曲はクラシックピアノを学ぶ者の憧れであり、大きな目標となっている。そのためピアノの演奏会において取り上げられることが多い作曲家の一人である。また、母国ポーランドへの強い愛国心からフランスの作曲家としての側面が強調されることは少ないが、父の出身地で主要な活躍地だった同国の音楽史に占める重要性も無視できない。
1988年からポーランドで発行されていた5,000ズウォティ紙幣に肖像が使用されていた。また、2010年にもショパンの肖像を使用した20ズウォティの記念紙幣が発行されている。2001年、ポーランド最大の空港「オケンチェ空港（Port lotniczy Warszawa-Okęcie）」が「ワルシャワ・ショパン空港」に改名された。

## 略歴
- 1810年 - 0歳：ワルシャワ公国中央のジェラゾヴァ・ヴォラに生まれる。
- 1816年 - 6歳：ヴォイチェフ・ジヴヌィの指導を受ける。
- 1817年 - 7歳：ジヴヌィよりピアノを習う。現存する最初の作品『ポロネーズ ト短調』を作曲・出版。
- 1818年 - 8歳：ワルシャワではじめて公開演奏。
- 1823年 - 12歳：ユゼフ・エルスネルより対位法・和声学を学ぶ。
- 1826年 - 16歳：父親の勧めでワルシャワ音楽院に入学[1]。
- 1828年 - 18歳：ベルリンに2週間滞在。
- 1829年 - 19歳：ワルシャワ音楽院を首席で卒業。ウィーンで演奏会を開く。
- 1830年 - 20歳：ワルシャワを去りウィーンへ向かう。
- 1831年 - 21歳：ウィーンを去りパリへ向かう。デルフィヌ（デルフィナ）・ポトツカ夫人と再会。
- 1832年 - 22歳：2月26日、パリでの初の演奏会を開く。
- 1835年 - 25歳：カールスバートで両親と最後の再会。マリア・ヴォジンスカとも再会。
- 1836年 - 26歳：マリアに求婚。ジョルジュ・サンドと出会う。
- 1837年 - 27歳：マリアとの婚約が破棄される。
- 1838年 - 28歳：サンドとの交際が始まる。マヨルカ島に滞在。
- 1839年 - 29歳：冬はパリ、夏はノアンのサンドの別荘で暮らす生活が始まる。
- 1844年 - 34歳：冬、インフルエンザにかかる。
- 1847年 - 37歳：ジョルジュ・サンドとの別れ。
- 1848年 - 38歳：2月16日、パリでの最後の演奏会。イギリスへ演奏旅行。
- 1849年 - 39歳：姉、ルトヴィカと最後の再会。10月17日、永眠。

## 生涯

### 幼少期

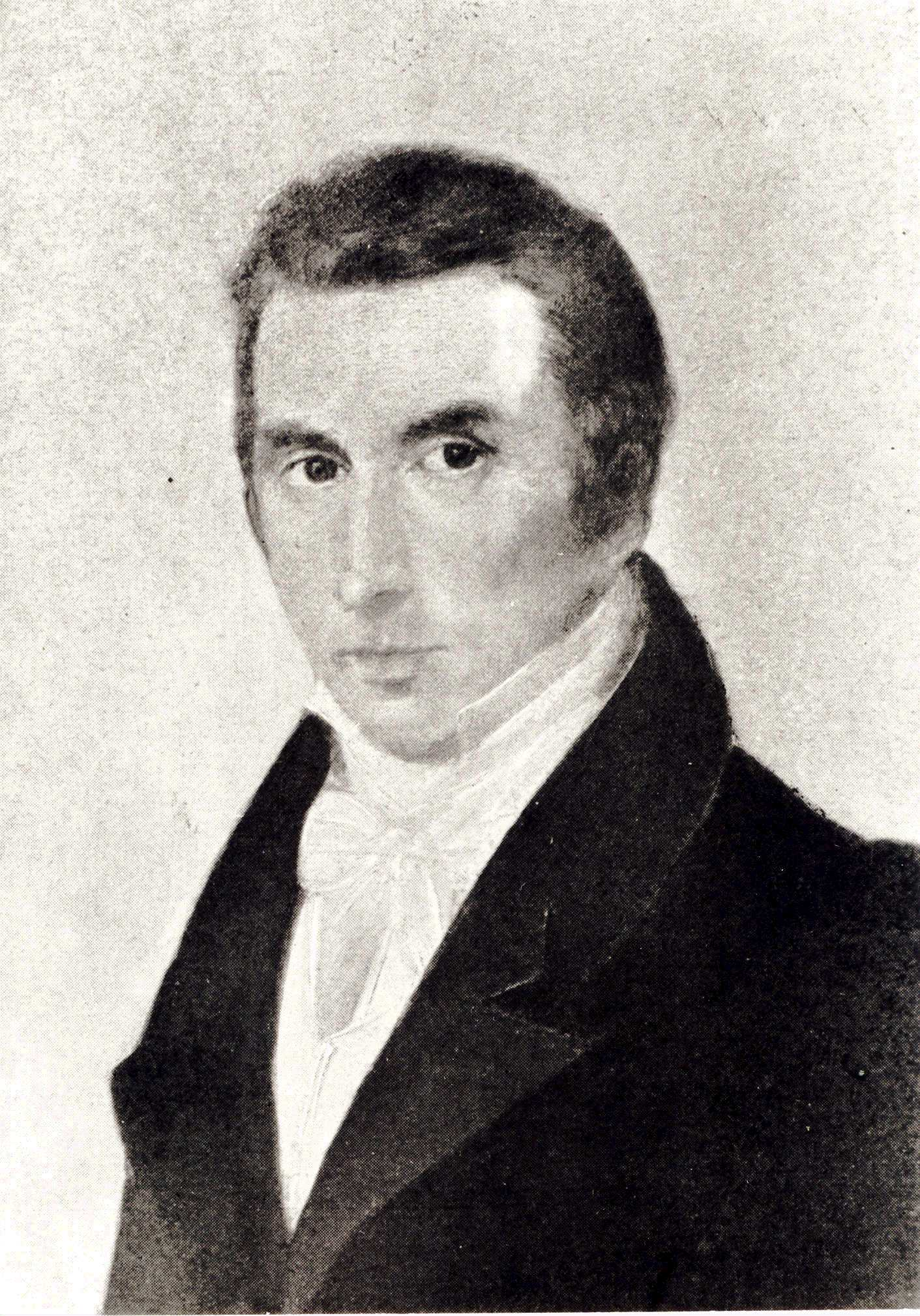
父・ニコラ。1829年。ミエロシェウスキ作。

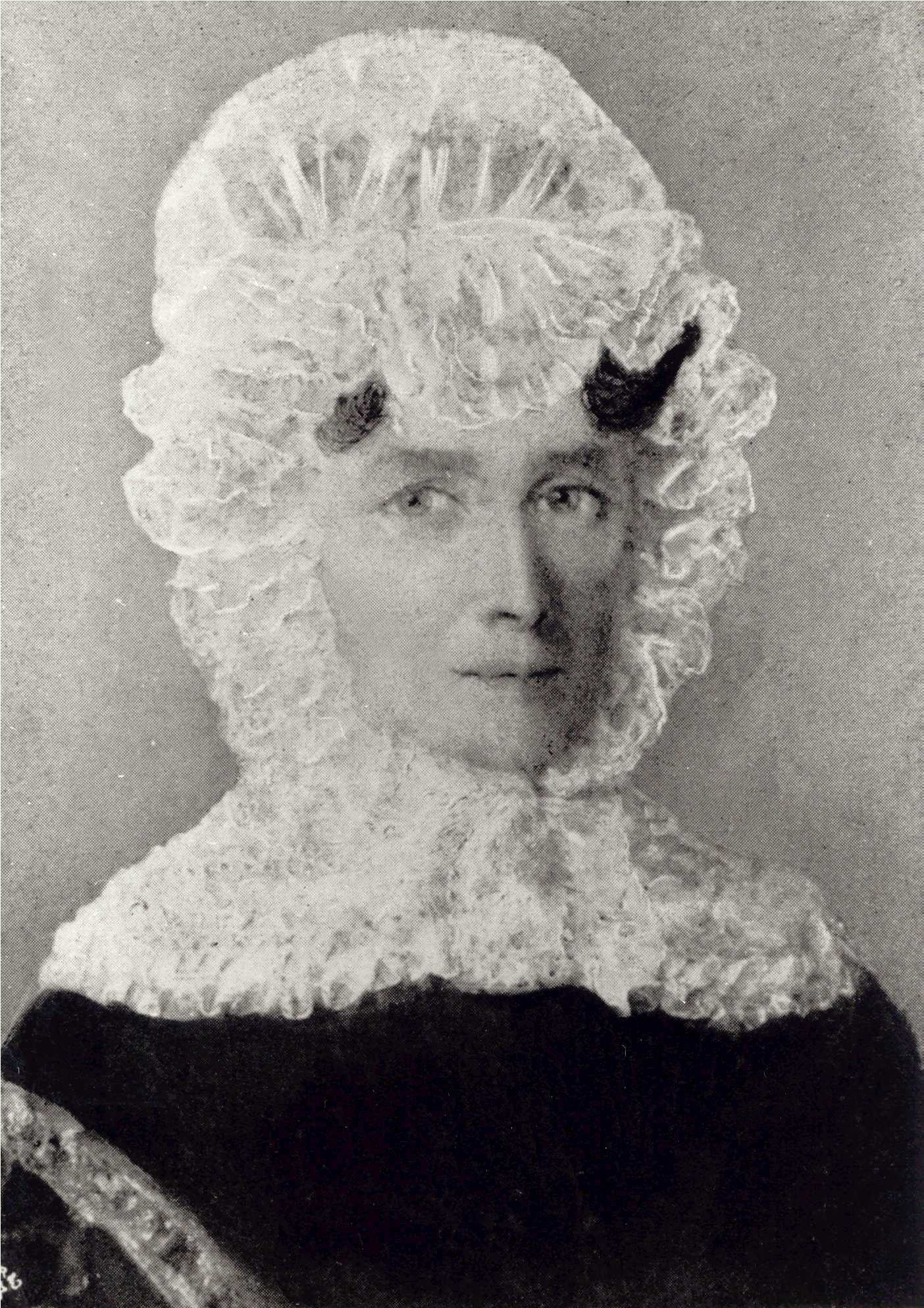
母・ユスティナ

ショパンの父親はニコラ・ショパンといい、ロレーヌから1787年に16歳でポーランドに移住してきたフランス人だった。1794年のコシチュシュコの蜂起で、彼はワルシャワの市民兵として戦いに加わり、副官へ昇格した。彼のフランスで受けた洗礼名はニコラ（Nicholas）だったが、ポーランドではポーランド風の名前を名乗ることにし、ミコワイ（Mikołaj）とした。元来外国人だった彼だが、時とともに完全にポーランドに馴染んだ。ポーランドの歴史家・公文書保管人のワパチンスキ（Łopaciński）によれば、彼は「自分のことをポーランド人と考えて疑うことがなかった」という。
フランス語が堪能だったニコラは知られる存在となり、貴族の家庭教師をするようになった。その中にはスカルベク（Skarbeks）がおり、ニコラはその遠い親戚であるユスティナ・クシジャノフスカ（Justyna Krzyżanowska）と結婚した。彼女はシュラフタ（ポーランド貴族）の娘だったが、地位を失いスカルベク家に住み込んで侍女をしていた。二人の結婚式は16世紀のブロフフの教区の聖ロフ教会で、1806年6月2日に執り行われた。ユスティナの兄弟には、アメリカの南北戦争で北軍の准将を務めることになるヴォジミエシュ・クシジャノフスキがいた。
フレデリック・ショパンは夫妻の2人目の子供として生まれた。彼は当時ワルシャワ公国だったワルシャワから西に46kmの地点にあるジェラゾヴァ・ヴォラ村で生まれた。1892年に発見された教区の洗礼記録によると、彼の生年月日は1810年2月22日となっているがこれは本人やその家族の主張する3月1日という日付より一週間早い。ショパンが1833年1月16日にパリのポーランド文学協会（Polish Literary Society）の議長に宛てた書簡には、彼が「1810年3月1日にマゾフシェ県のジェラゾヴァ・ヴォラ村で生まれた」と記されている。
ショパンは1810年4月23日の復活祭の日曜日、両親が結婚式を挙げたのと同じブロフフの教会で洗礼を受けた。登記簿には彼の名前はラテン語表記でFridericus Franciscus、ポーランド語表記でFryderyk Franciszekと記されている。彼の代父となったフレデリック・スカルベク（Fryderyk Skarbek）は後に監獄を改修する仕事に従事し、第二次世界大戦で悪名をとどろかせたパヴィアク刑務所の設計に携わった。また彼は第二次世界大戦でイギリスの特殊作戦執行部に所属していたクリスティナ・スカルベク（Krystyna Skarbek）の曽祖おじにあたる。代父の息子のヨーゼフ・スカルベクは、かつてショパンと婚約関係にあったマリア・ヴォジンスカ（Maria Wodzińska）と1841年に結婚する。

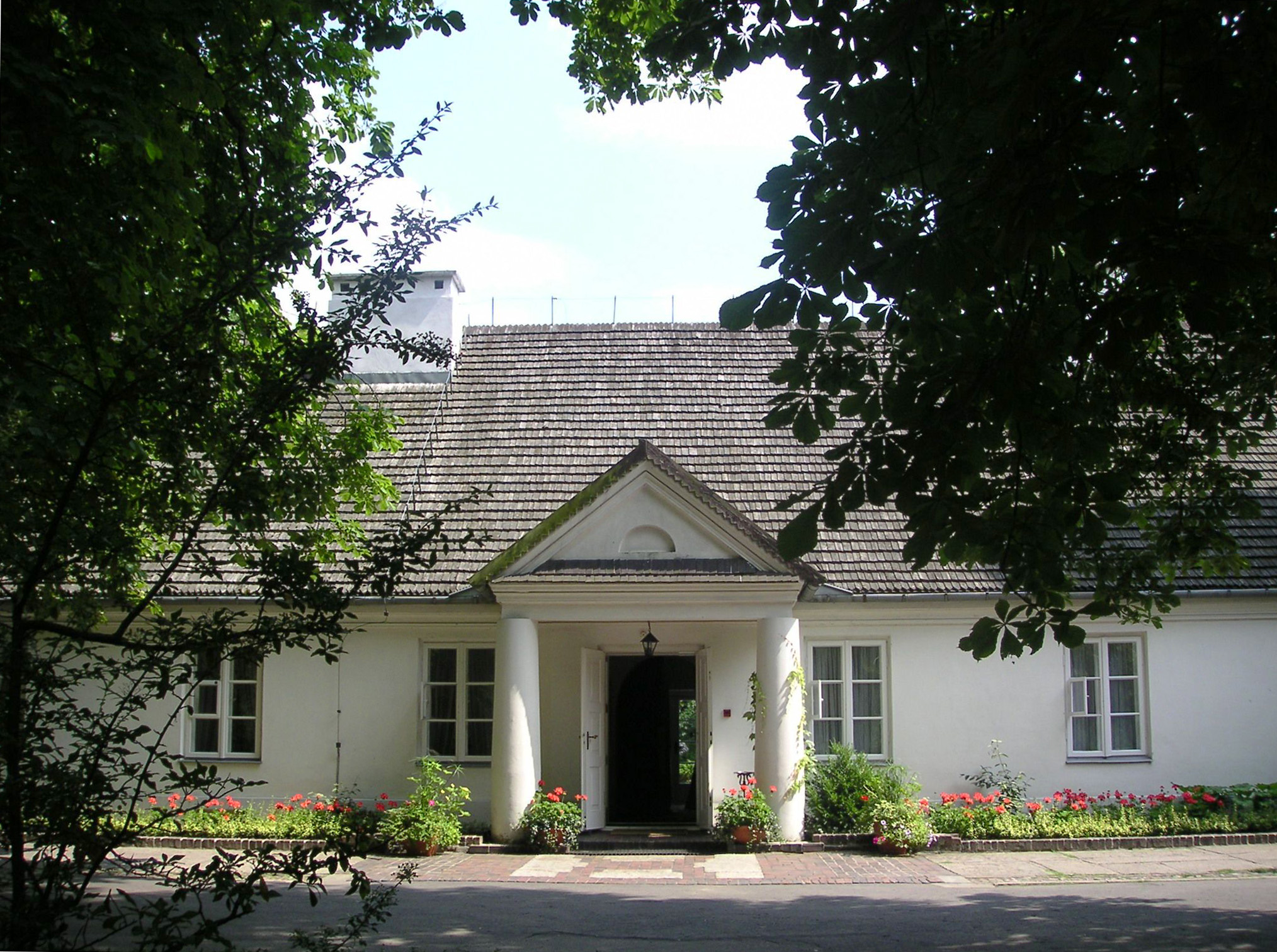
ショパンの生家[注釈 11]
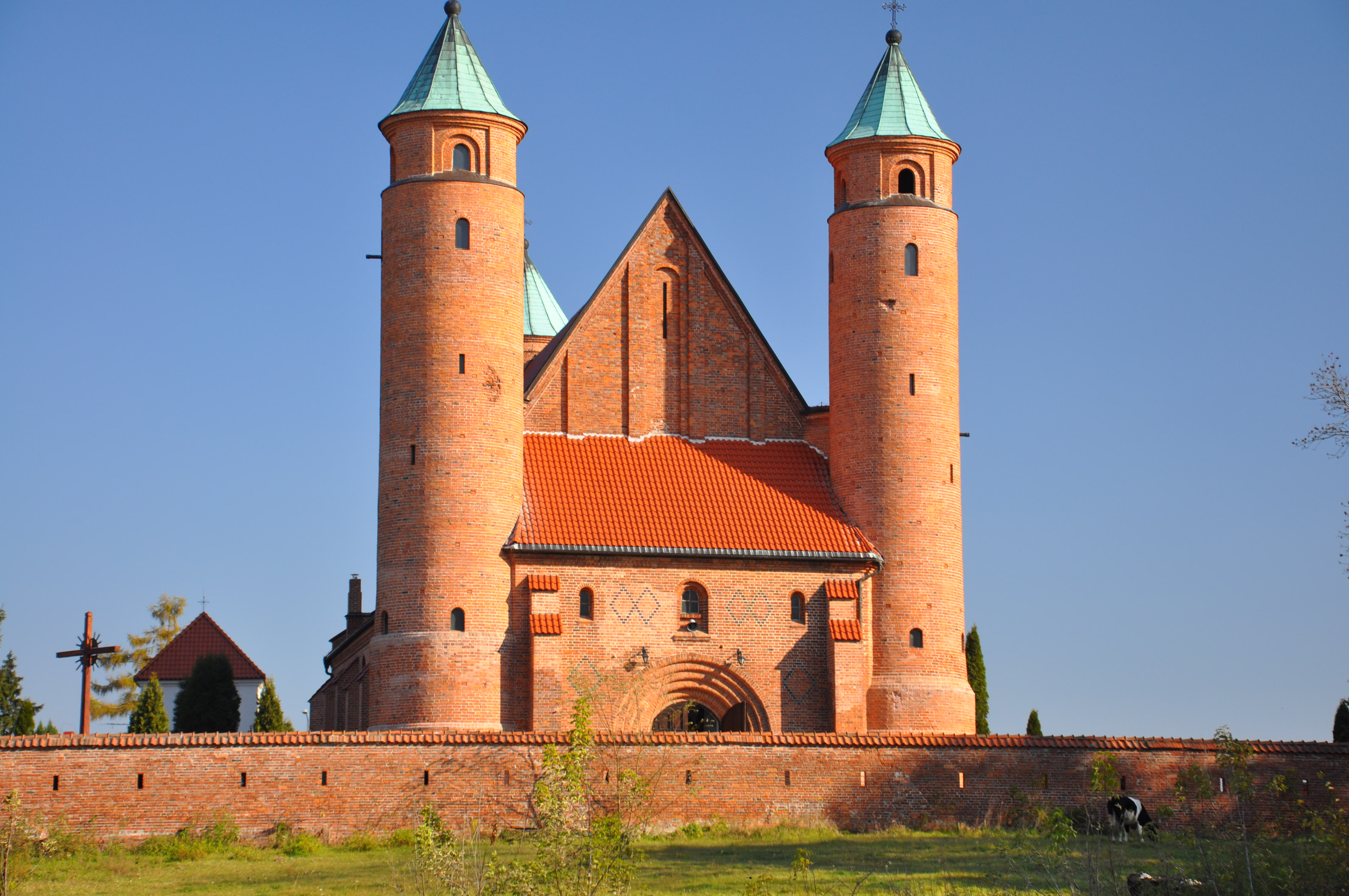
聖ロフ教会[注釈 12]
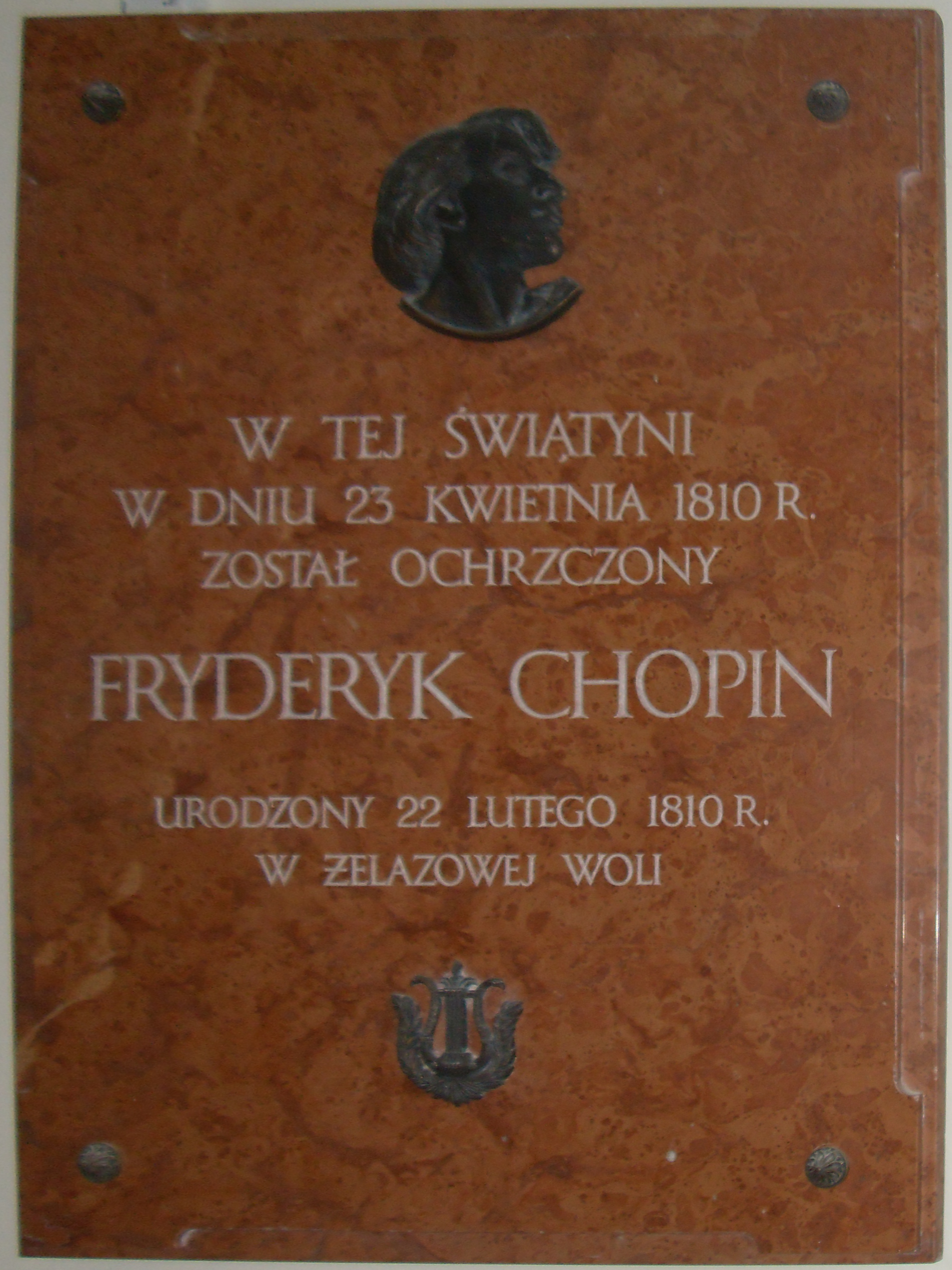
教会内部[注釈 13]
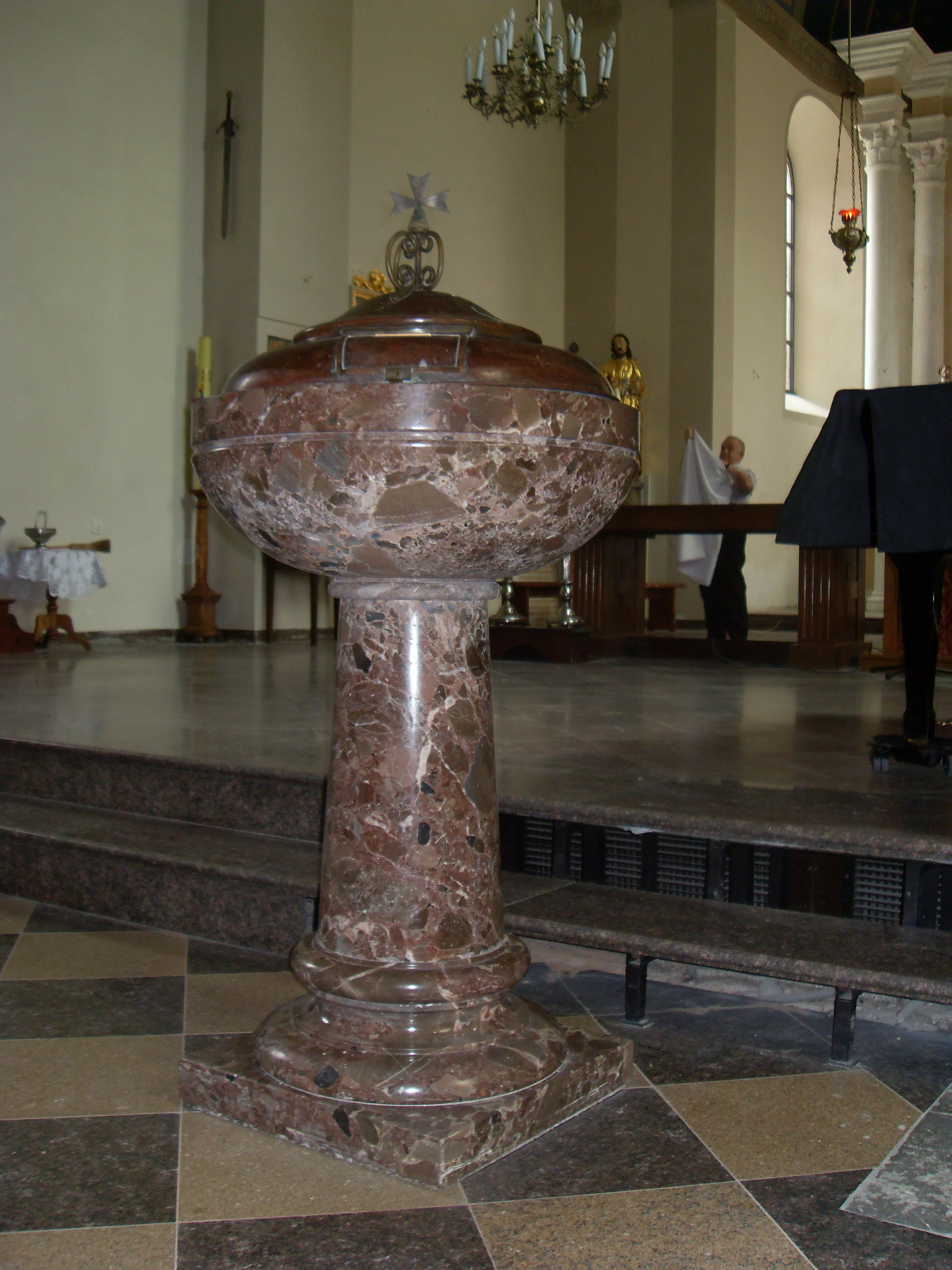
教会内部[注釈 14]
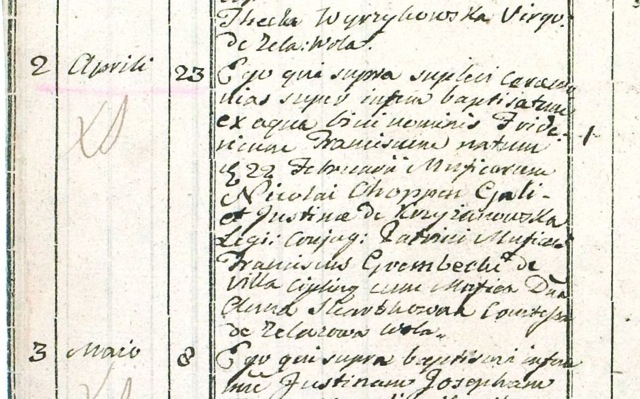
ショパンの洗礼記録

1810年10月、ショパンが7か月の時、サムエル・リンデが父にワルシャワ中等学校でフランス語を教えないかと持ちかけ、承諾した父と共に家族はワルシャワに移住した。中等学校はサスキ宮殿内にあり、ショパン一家は宮殿の庭園に住むことになった。サスキ宮殿は1817年にコンスタンチン・パヴロヴィチによって軍用地として徴収され、中等学校はカジミェシュ宮殿へ移動を余儀なくされた。カジミェシュ宮殿には新たに設立されたワルシャワ大学も入居していた。ショパン一家は隣接する建物の二階で広々と暮らすことになった。ショパンもワルシャワ中等学校に1823年から1826年にかけて通った。
ポーランドの精神・習慣・言葉はショパンの家庭に浸み込んでおり、ショパンはパリに出てからもフランス語を完全には自分のものにできなかった。伝記作家のルイ・エノーはジョルジュ・サンドの言葉を借りて、ショパンは「ポーランドよりもポーランド的」と評している。
ショパンの家族は皆音楽の才能に恵まれていた。父ニコラはフルートとヴァイオリンを演奏できた。母ユスティナはピアノに長けており、一家で切り盛りしていたエリートの寮で寮生の少年たちに指導をしていたので、ショパンは幼い頃から様々な音楽に親しむことができた。

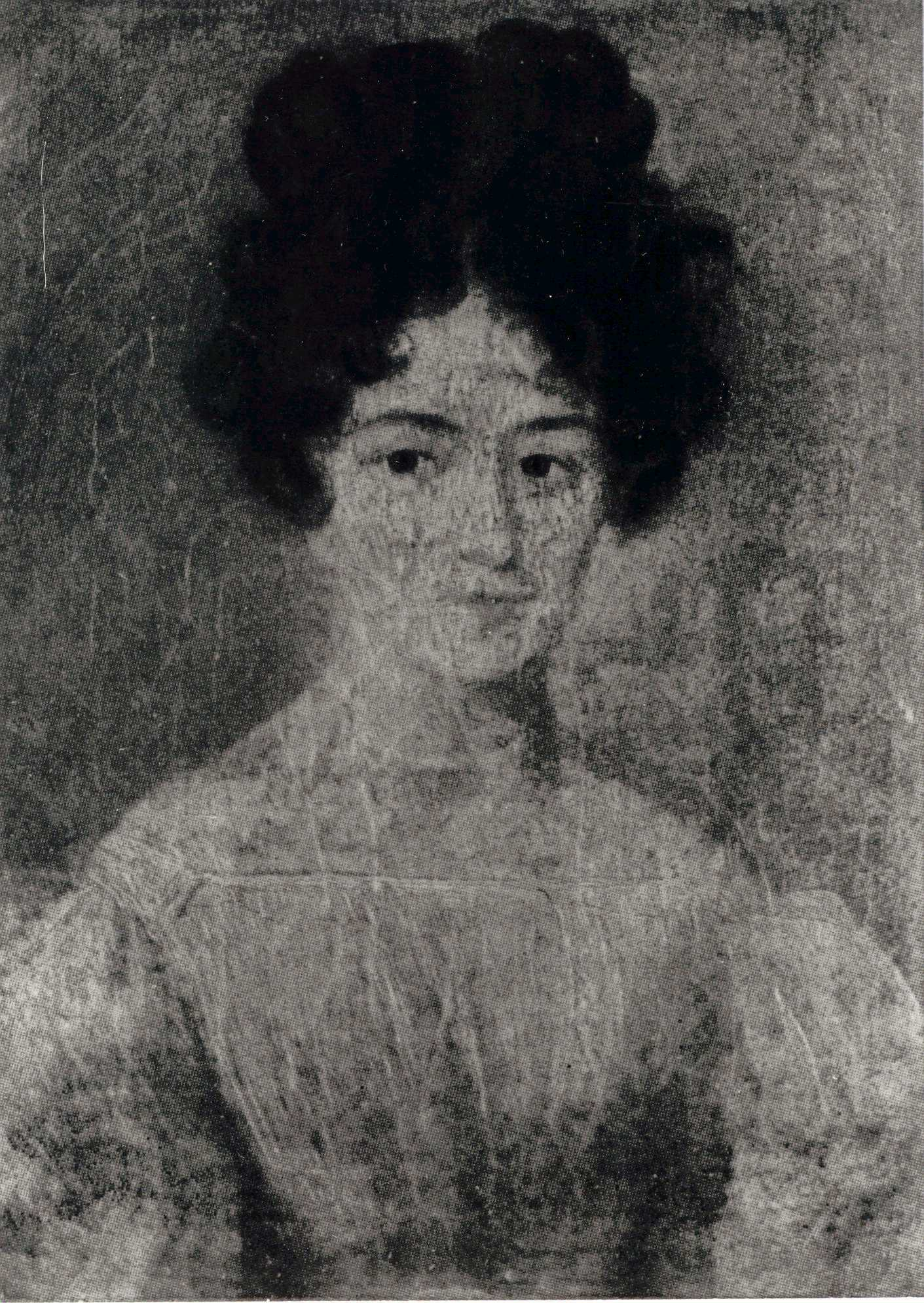
姉・ルドヴィカ

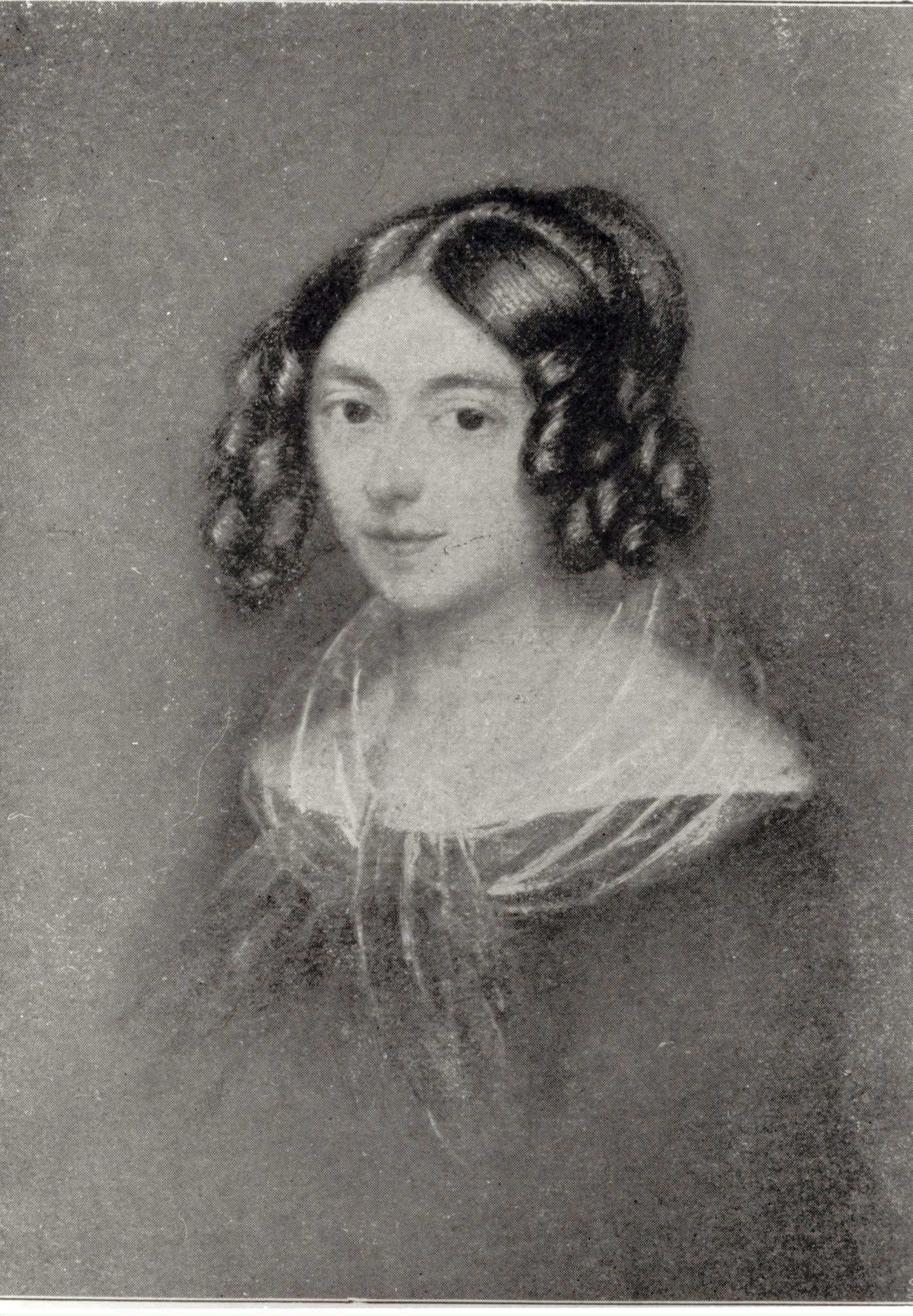
妹・イザベラ

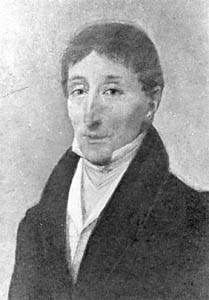
指導者・ジヴヌィ

ショパンと同時代の音楽家のユゼフ・シコルスキの著書『ショパンの想い出 Wspomnienie Chopina』によると、幼いショパンは母が弾くピアノを聴いて感極まって涙を流したという。彼は6歳にして、耳にした旋律を再現しようとしたり、新たなメロディーを作ろうとしたりした。しかし、ショパンに最初にピアノを教えたのは母ではなく、姉のルドヴィカだった。
ショパンが本格的にピアノを習ったのは1816年から1822年、指導者はチェコ人のヴォイチェフ・ジヴヌィだった。若きショパンの実力はあっという間に師匠を超えてしまったが、ショパンは後年ジヴヌィを高く評価していた。わずか7歳の「ショパン少年 Szopenek」は公開演奏を行うようになり、瞬く間に神童モーツァルトやベートーヴェンと比較されるようになっていった。
同年、7歳のショパンはト短調と変ロ長調の2つの『ポロネーズ』を作曲した。前者は老イジドル・ユゼフ・チブルスキの印刷工房で刷られ、出版された。後者は父ニコラが清書した原稿の状態で見つかっている。これらの小品はワルシャワの先導的作曲家たちの人気の『小ポロネーズ』のみならず、ミヒャウ・オジンスキの有名な『大ポロネーズ』にも匹敵する作品と言われた。この後の旋律・和声・ピアノ奏法の創意工夫は、知られている次の『ポロネーズ 変イ長調』に明らかである。この曲は1821年に聖名祝日の贈り物としてジヴヌィに捧げられた。
幼少期の知的好奇心旺盛なショパンは、乾いたスポンジのように何でも吸収し、それを発展させるためならば何でも利用した。彼は早くから観察とスケッチ、鋭いウィットとユーモアの感性に能力を示し、ものまねにも才能を持っていた。
この頃、11歳のショパンは議会（セイム）の開会のためワルシャワに来ていたロシアの皇帝アレクサンドル1世の御前で演奏を披露した。また、ポーランド立憲王国の副王だったコンスタンチン・パヴロヴィチ大公の息子の遊び相手としてベルヴェデール宮殿に時々招かれ、ピアノを弾いて怒りっぽい副王を魅了した。
ユリアン・ニームチェヴィツは、劇的エクローグ『我らの交わり Nasze Verkehry』（1818年）の中で、8歳のショパンを対話の題材に据えて、その人気の高さについて証言している。
1820年代、ワルシャワ中等学校とワルシャワ音楽院に通っていたショパンは、休暇の度にワルシャワから離れて過ごすようになった。1824年と1825年にはシャファルニャ、1826年にはバート・ライネルツ（現:ドゥシュニキ・ズドルイ）、1827年にはポメラニア、1828年にはサンニキを訪れた。
休暇で訪れたシャファルニャ村やその他の町では、ショパンは民謡に触れた。この経験は後になって彼の作品へと形を変える。シャファルニャから彼の家に送られた長い手紙は、時代を反映した活き活きとしたポーランド語で綴られており、ワルシャワの新聞のパロディとして仕立てられたその手紙は大いに家族を楽しませた。

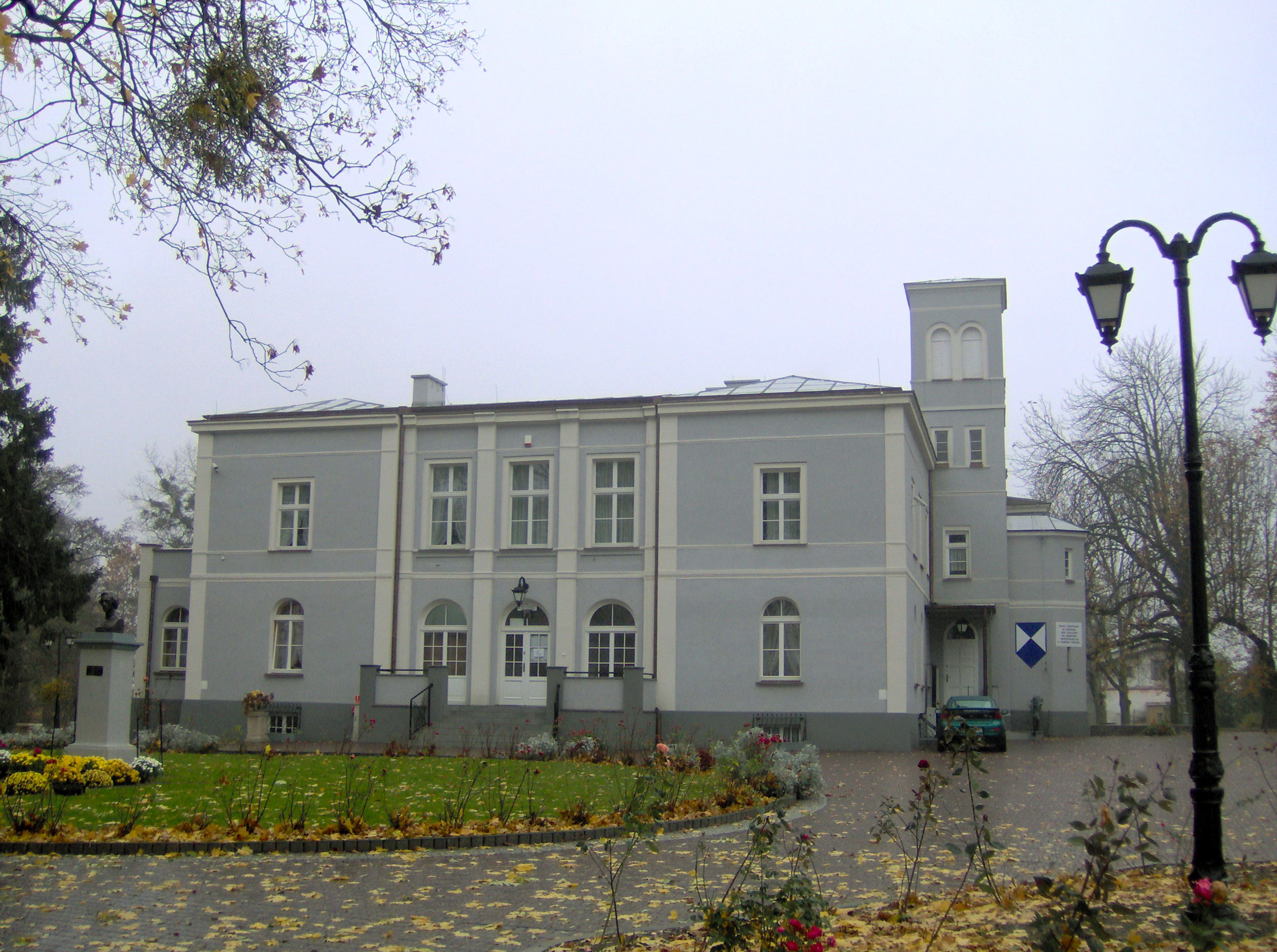
シャファルニャ[注釈 33]
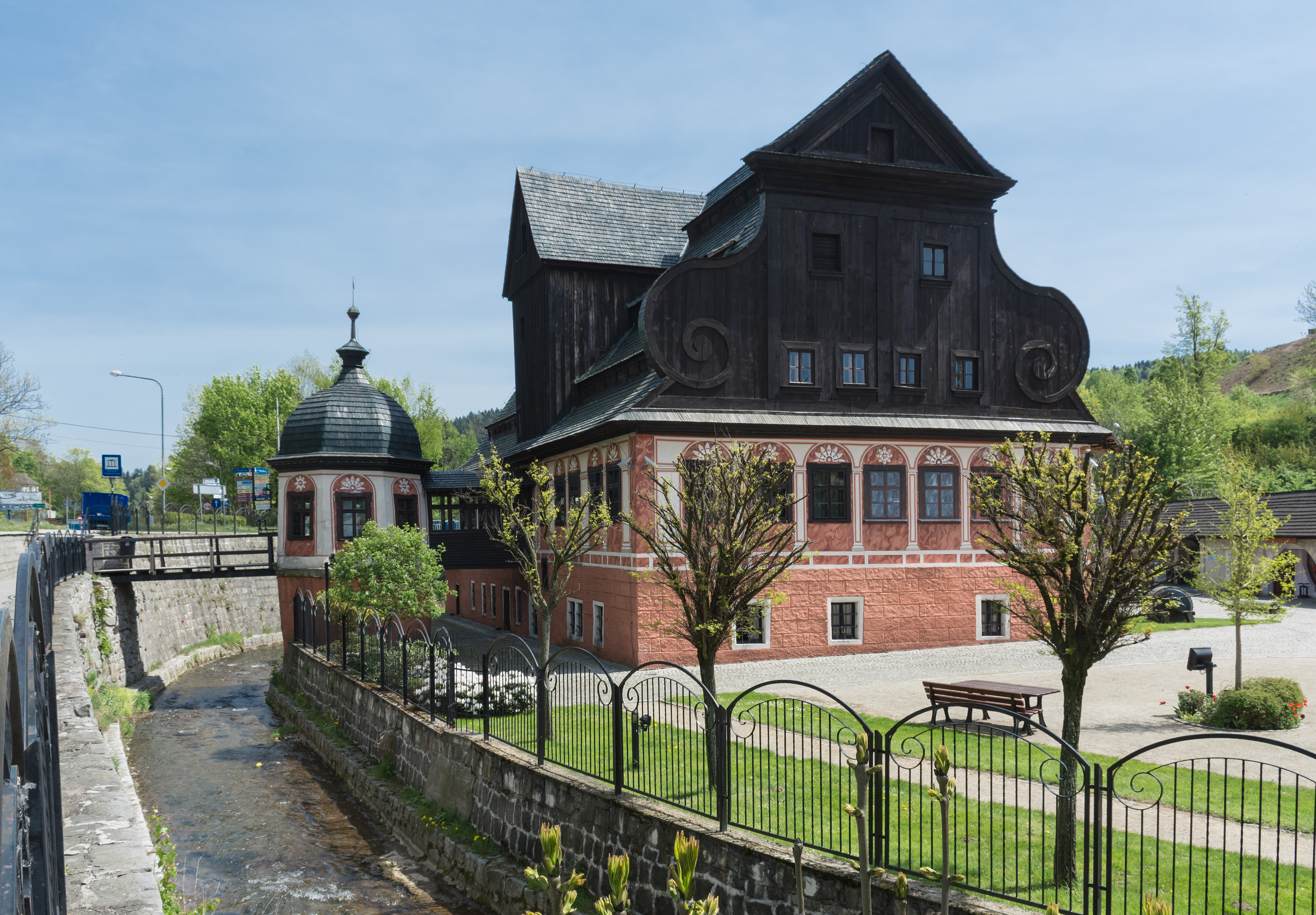
ドゥシュニキ・ズドルイ村[注釈 34]
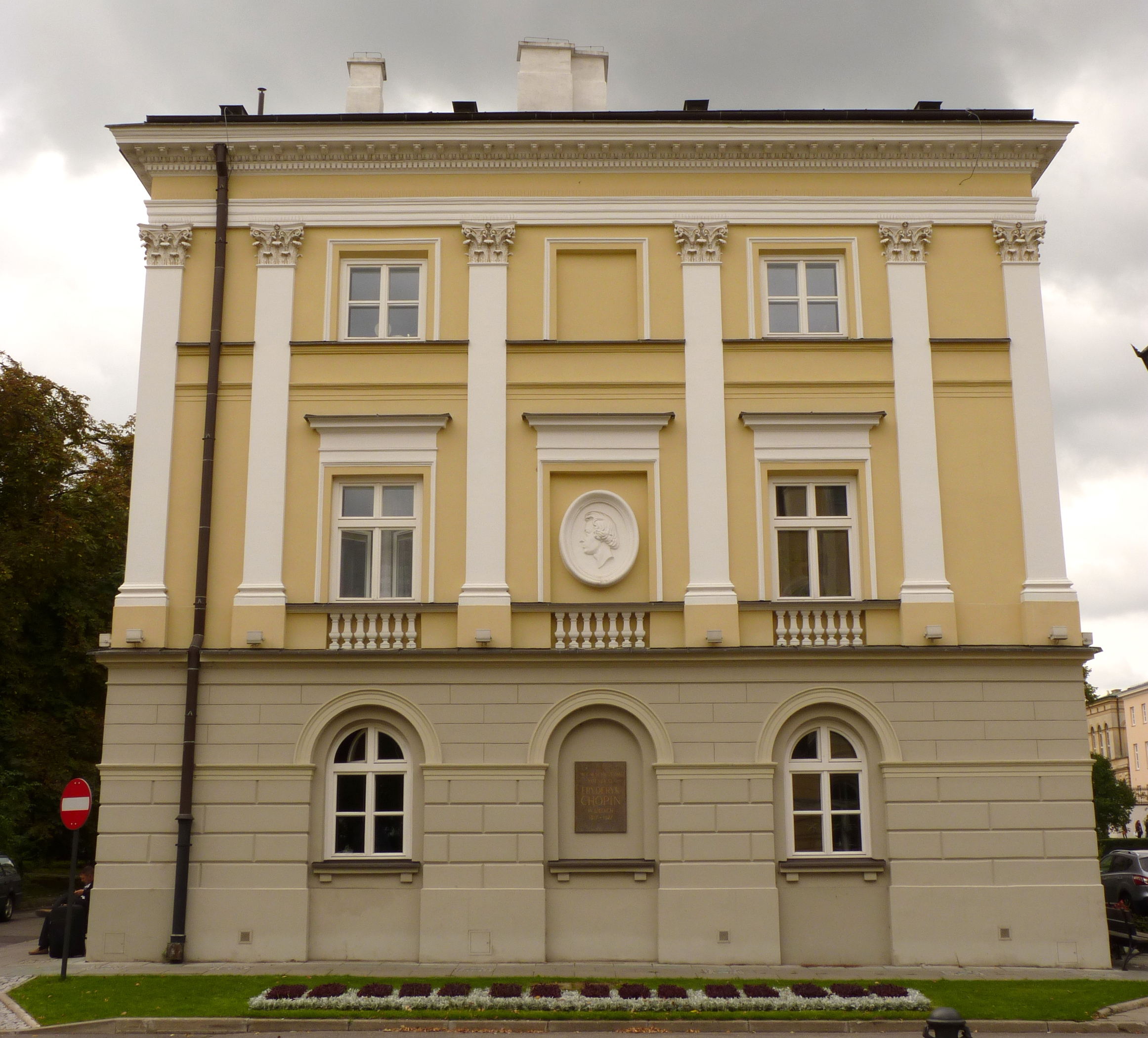
ショパンの住居[注釈 35]

### 教育

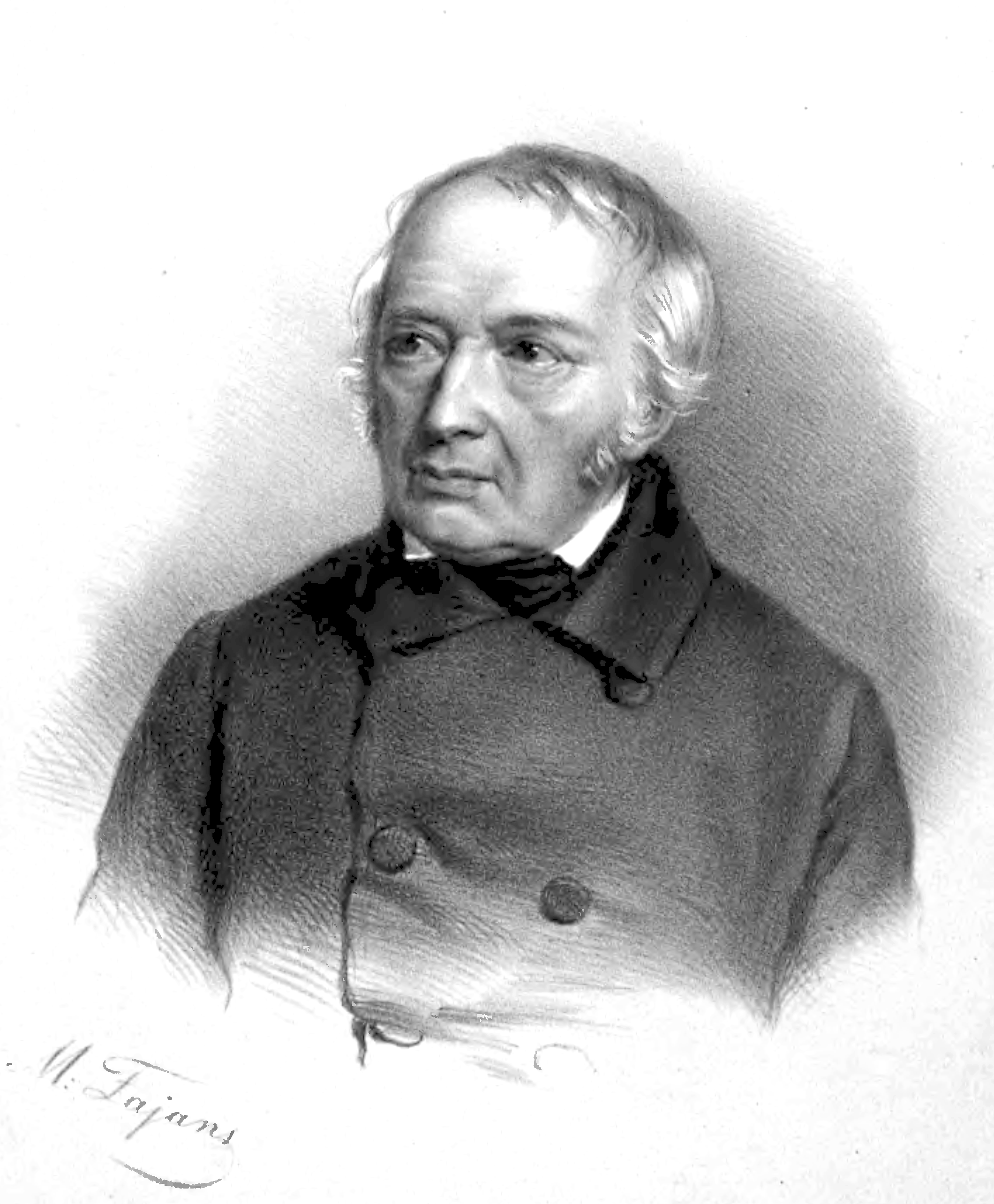
ユゼフ・エルスネル 1853年以降

ショパンは13歳になるまで家庭でジヴヌィから指導を受けており、1823年のワルシャワ学院入学後もその関係は続いた。1825年には演奏会でイグナーツ・モシェレスの曲を弾くとともに即興演奏で聴衆を魅了し、「ワルシャワで最高のピアニスト」と絶賛された。
ショパンは1826年にシレジア出身の作曲家ユゼフ・エルスネル（エルスナーなどと表記されることもある）の指導の下、ワルシャワ音楽院で3年の教育課程に入った。実はショパンが最初にエルスネルに会ったのは1822年であり、1823年にも非公式にアドバイスを受けていたのは間違いない。そして1826年に本格的な師弟関係が始まり、ショパンはエルスネルに付いて音楽理論・通奏低音・作曲の勉強を開始した。
エルスネルはショパンの通知表に「顕著な才能」そして「音楽の天才」と記している。ジヴヌィもそうだったように、エルスネルもまたショパンの才能が開花するのに対して手を施すことはなく、ただ見守るだけだった。エルスネルはショパンを指導するにあたって「偏狭で、権威的、時代遅れな」規則で「押さえつける」ことを嫌い、若い才能を「彼自身の決めたやり方の通りに」成長させていくことにした。

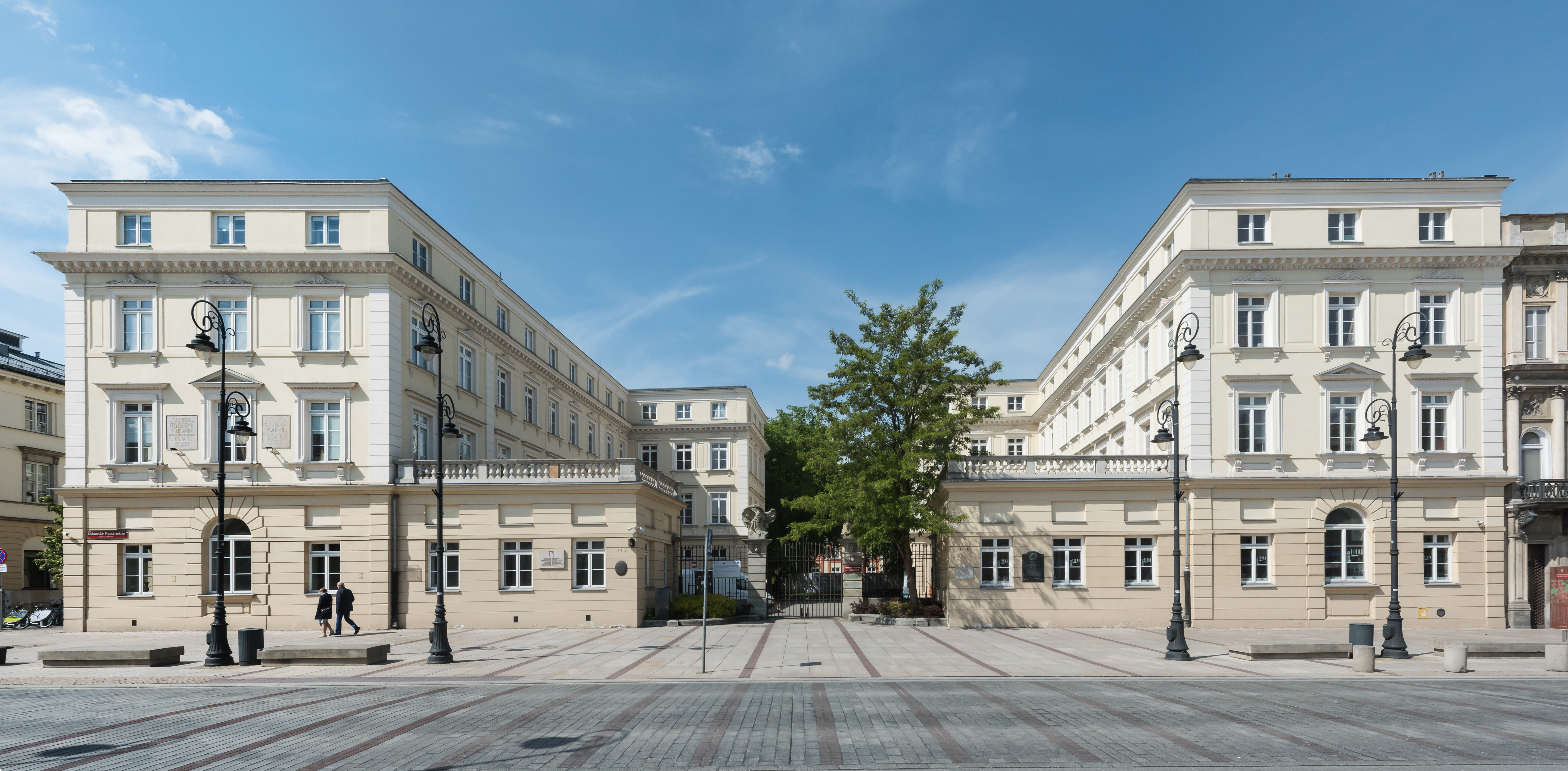
クラジンスキ宮殿。ショパンは南館（左側）に住んだ。

1827年に一家はワルシャワ大学と通りを挟んで丁度向かいにあたる、クラコフスキ区のクラシンスキ宮殿南館に移り住んだ。この場所でもショパンの両親はエリート男子学生のための寄宿塾の経営を続けた。ショパンは1830年にワルシャワを後にするまで、ここに住んだ。1837年から1839年には詩人のツィプリアン・カミル・ノルヴィトが芸術アカデミーで絵画を専攻する間、ここに住んだ。彼は後に1月蜂起でロシア兵がショパンのピアノを投げ捨てたことに関して、『ショパンのピアノFortepian Szopena』という詩を詠んだ。ショパンが通った床屋は現在博物館として公開されている。ショパンはその店で幼少期の作品の多くを初演した。

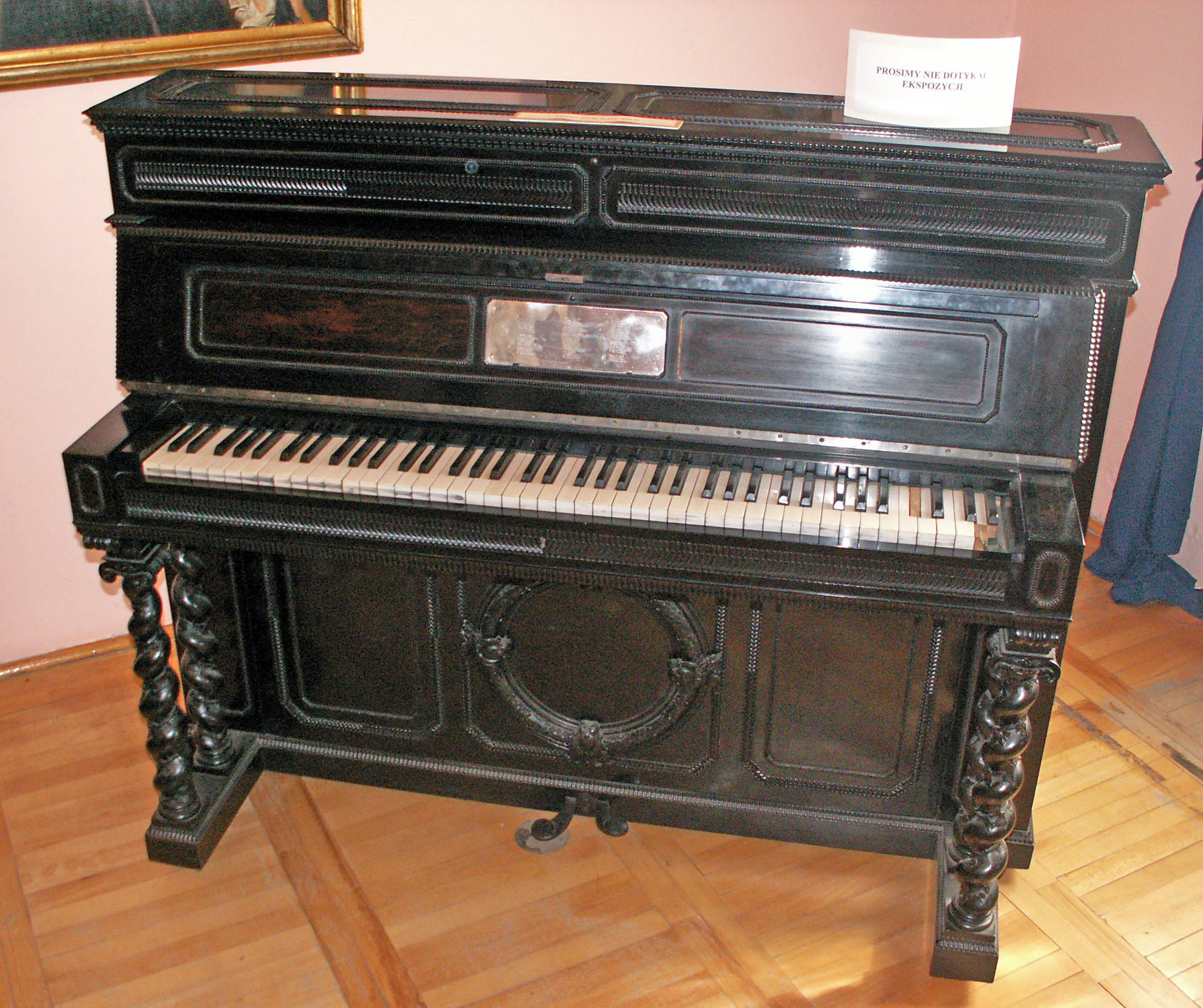
ショパンのピアノ
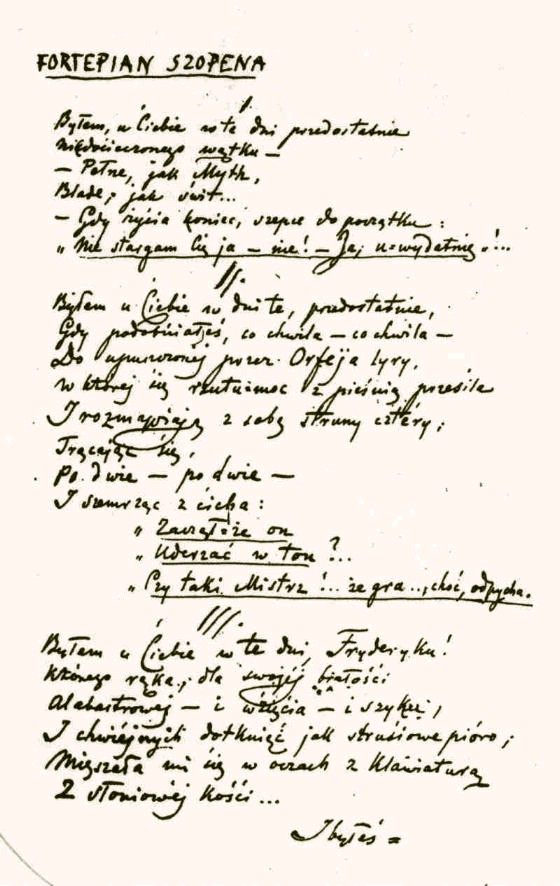
『ショパンのピアノ』 ノルヴィト作
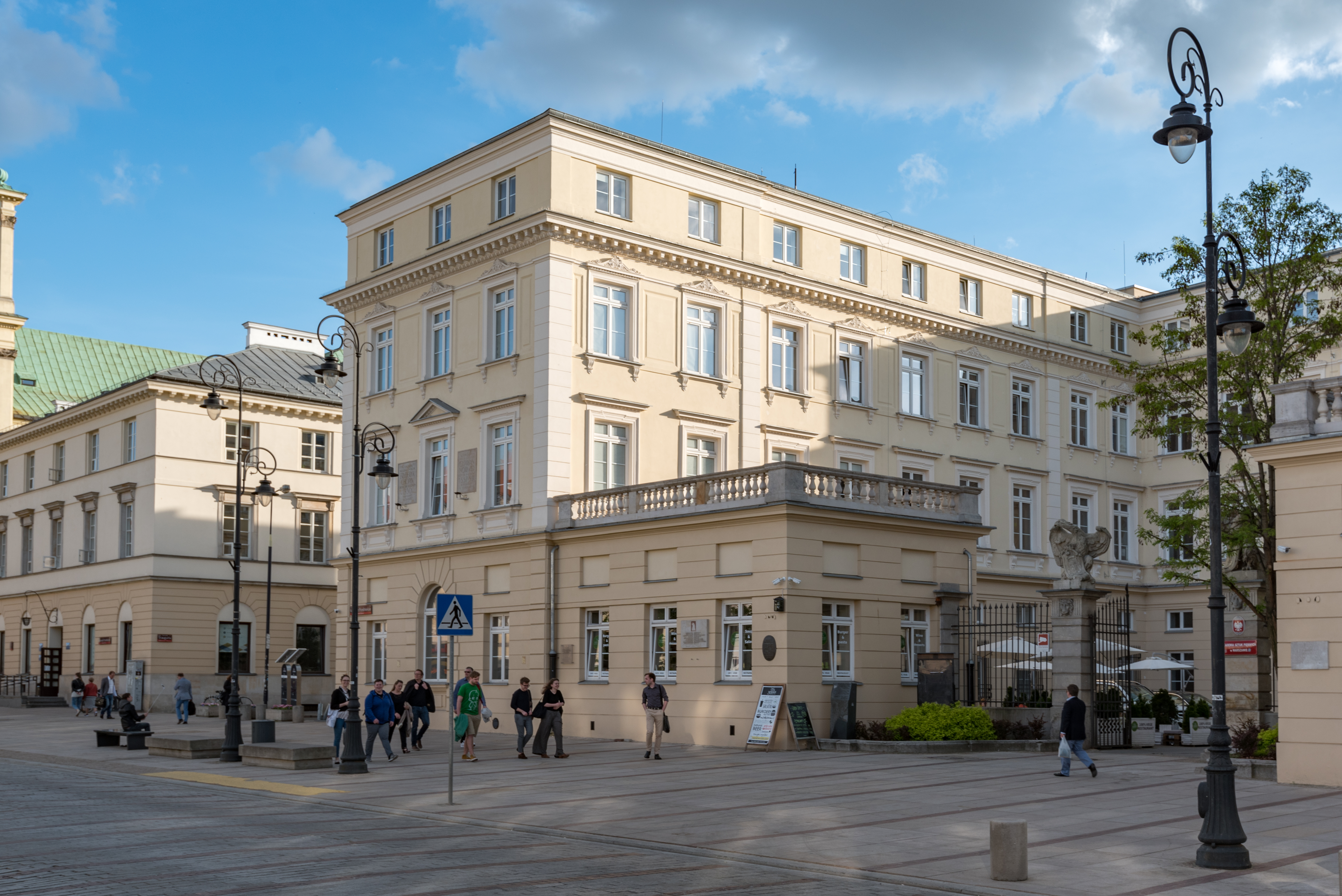
ショパンの住居[注釈 40]

両親の営む寄宿塾の寮生の中で4人がショパンと親しくなった。ティトゥス・ヴォイチェホフスキ、ヤン・ビャウォブウォツキ、ヤン・マトゥシンスキ、ユリアン・フォンタナである。ショパンは同じジヴヌィ門下だったティトゥスとは特に親しく付き合った。またマトゥシンスキ、フォンタナとはパリに出てからの生活でも交流を続けた。

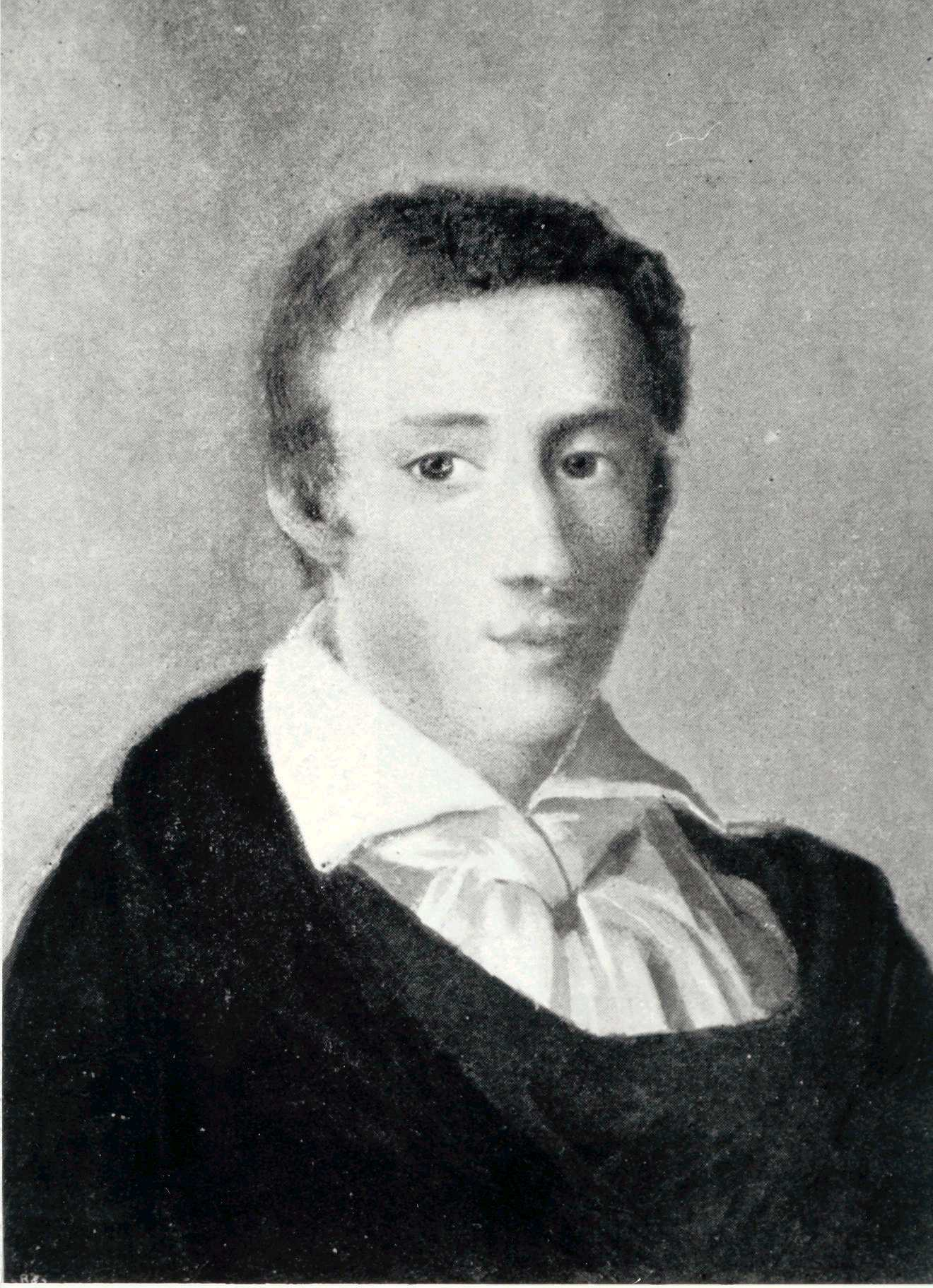
ショパン
ミエロシェフスキ作

1829年、ポーランドの肖像画家のアンブロツィ・ミエロシェフスキがショパンの両親、姉のルドヴィカ、妹のイザベラとショパン本人の肖像画を描いた（一番下の妹のエミリアは1827年に亡くなっていた）。この肖像画の原本は第二次世界大戦で消失しており、現在はモノクロの写真が残る。1913年にフランスの音楽学者・ショパンの伝記作家のエドゥアール・ガンシュはこう記した。「（この肖像画からは）この若者が結核に罹っていることがわかる。彼の肌は極端に白く、喉頭隆起が見られ、頬は落ち窪んでいる。また耳も結核に典型的な消耗を呈している」。妹エミリアの14歳での死因も結核であり、また父も1844年に同じ病に倒れることになる。
ポーランドの音楽学者・ショパンの伝記作家のズジスワフ・ヤヒメツキによれば、若いショパンはそれまでのどの作曲家と比べることも困難だという。なぜなら、ショパンが人生の前半に作曲した作品には既に高い独創性が見られるからだ。バッハやモーツァルト、ベートーヴェンですら、同じような年頃には初心者の域を脱しなかったのに対し、ショパンは貴族や聴衆から既に来るべき時代の行方を示す大家として受け入れられていたのである。
ショパンは自作に自ら表題を与えることはせず、単純に曲のジャンルと番号によって個々を区別していた。しかし、彼の作品は感情的・感覚的な人生体験に触発されることもしばしばあった。そのような霊感を与えた最初の人物は、ワルシャワ音楽院の声楽科学生で後にワルシャワ・オペラの歌手となった美しいコンスタンツヤ・グワトコフスカである。親友のティトゥス・ヴォイチェホフスキに宛てた手紙の中で、彼のどの作品のどのパッセージが彼女への恋心から生まれたものであるかを綴っている。彼はティトゥスにだけ自分の気持ちを吐露していた。彼の芸術家としての精神はマウリツィ・モツナツキ、ユゼフ・ザレスキ、ユリアン・フォンタナとの交友で豊かになっていった。

### 青年期

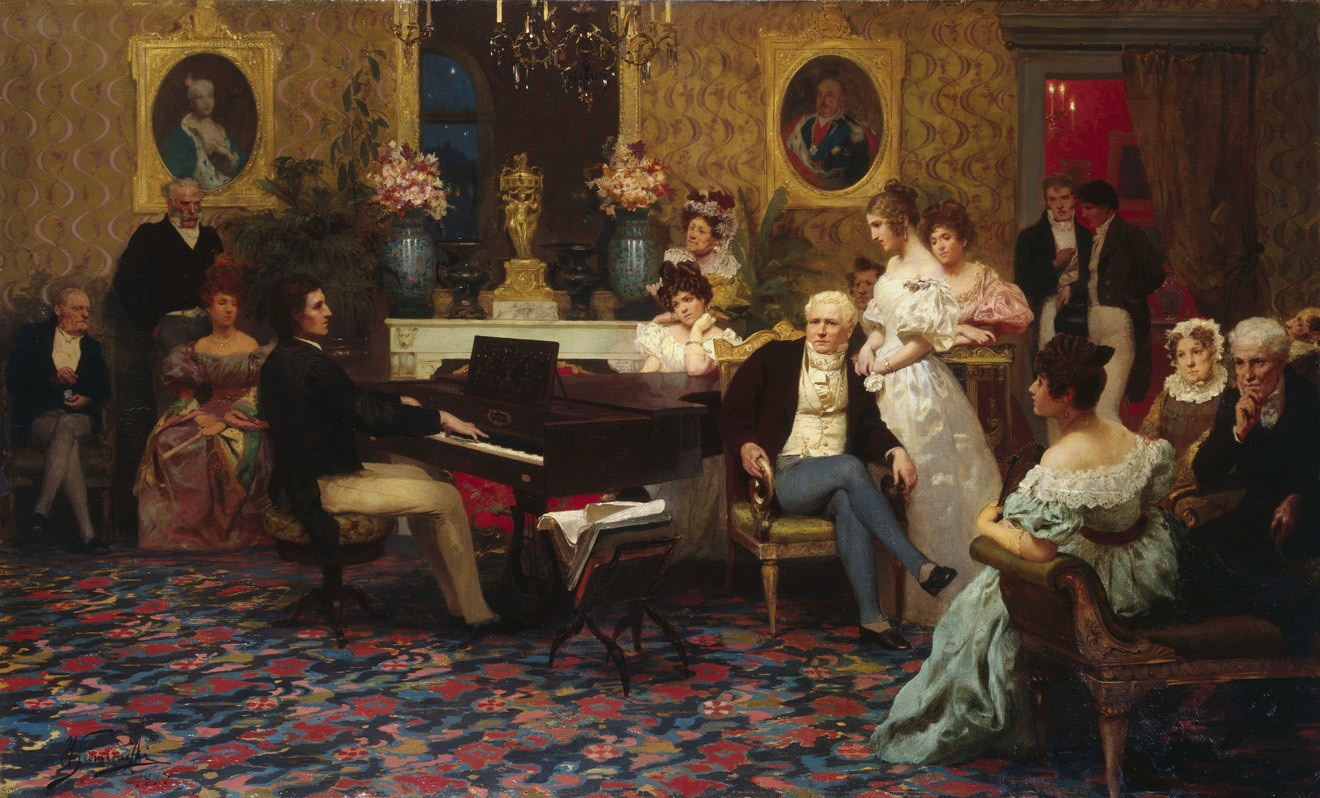
ラジヴィウ公の邸宅での演奏会

1828年、ショパンはより広い世界に活躍の場を広げていく。家族的な付き合いのあったフェリクス・ヤロツキが 学会に出席するので同行して、ベルリンに赴く。ベルリンでは、ガスパーレ・スポンティーニの指揮する馴染みのないオペラを鑑賞し、演奏会を聴きに行き、またカール・フリードリヒ・ツェルターやメンデルスゾーンなどの著名人らと出会い、ショパンは楽しんで過ごす。また、彼はその2週間ほどの滞在中にウェーバーの歌劇『魔弾の射手』、チマローザの歌劇『秘密の結婚』、ヘンデルの『聖セシリア』を聴いた。その帰途ではポズナン大公国の総督だったラジヴィウ公に客人として招かれた。ラジヴィウ公自身は作曲をたしなみ、チェロを巧みに弾きこなすことができ、またその娘のワンダ（Wanda）もピアノの腕に覚えがあった。そこでショパンは『序奏と華麗なるポロネーズ Op.3』を二人のために作曲した 。
1829年、ワルシャワに戻ったショパンはパガニーニの演奏を聴き、ドイツのピアニスト・作曲家のフンメルと出会った。同年8月には、ワルシャワ音楽院での3年間の修行を終えて、ウィーンで華やかなデビューを果たす。彼は2回の演奏会を行い、多くの好意的な評価を得た。一方、彼のピアノからは小さな音しか出なかったという批判もあった。続くコンサートは12月、ワルシャワの商人たちの会合で、彼はここで『ピアノ協奏曲第2番 Op.21』を初演した。また1830年3月17日にはワルシャワの国立劇場で『ピアノ協奏曲第1番 Op.11』を初演した。この頃には『練習曲集』の作曲に着手していた。

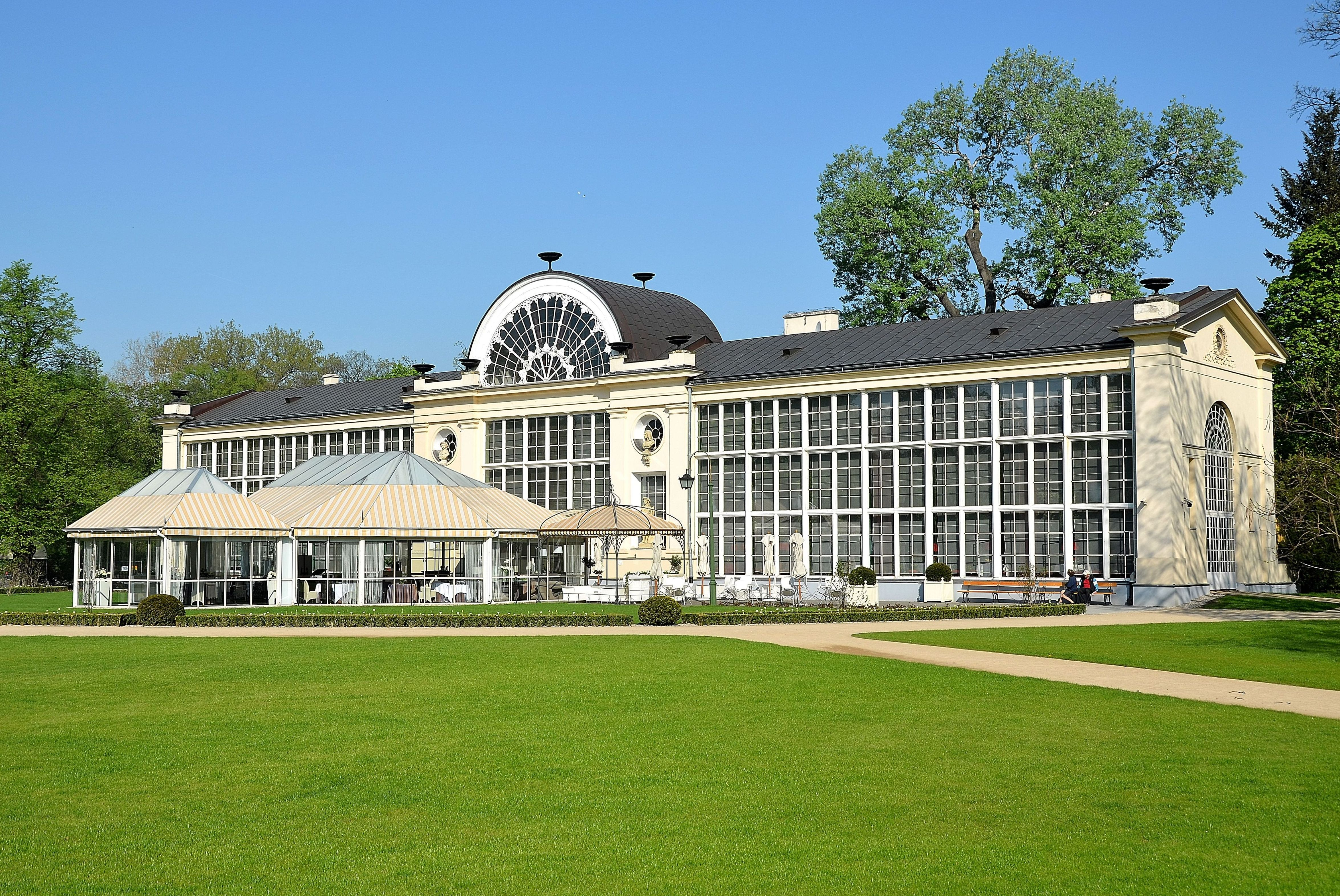
ワジェンキ水上王宮[注釈 53]
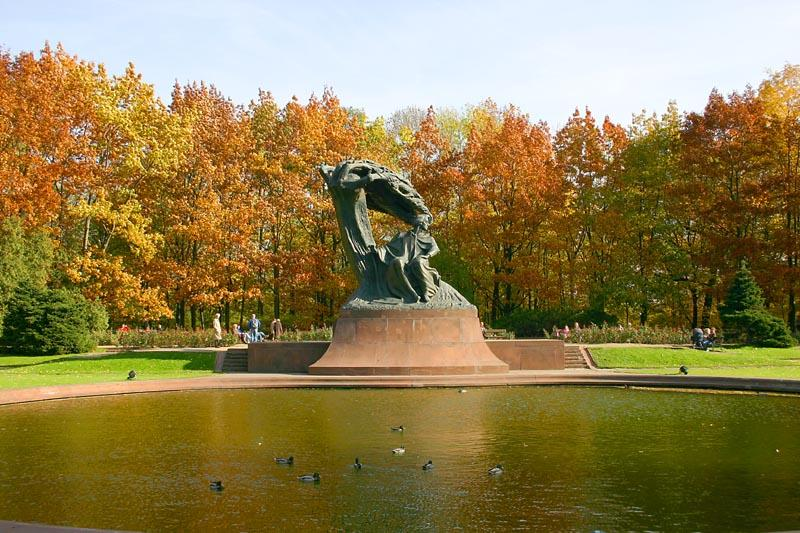
王宮公園内のショパン像
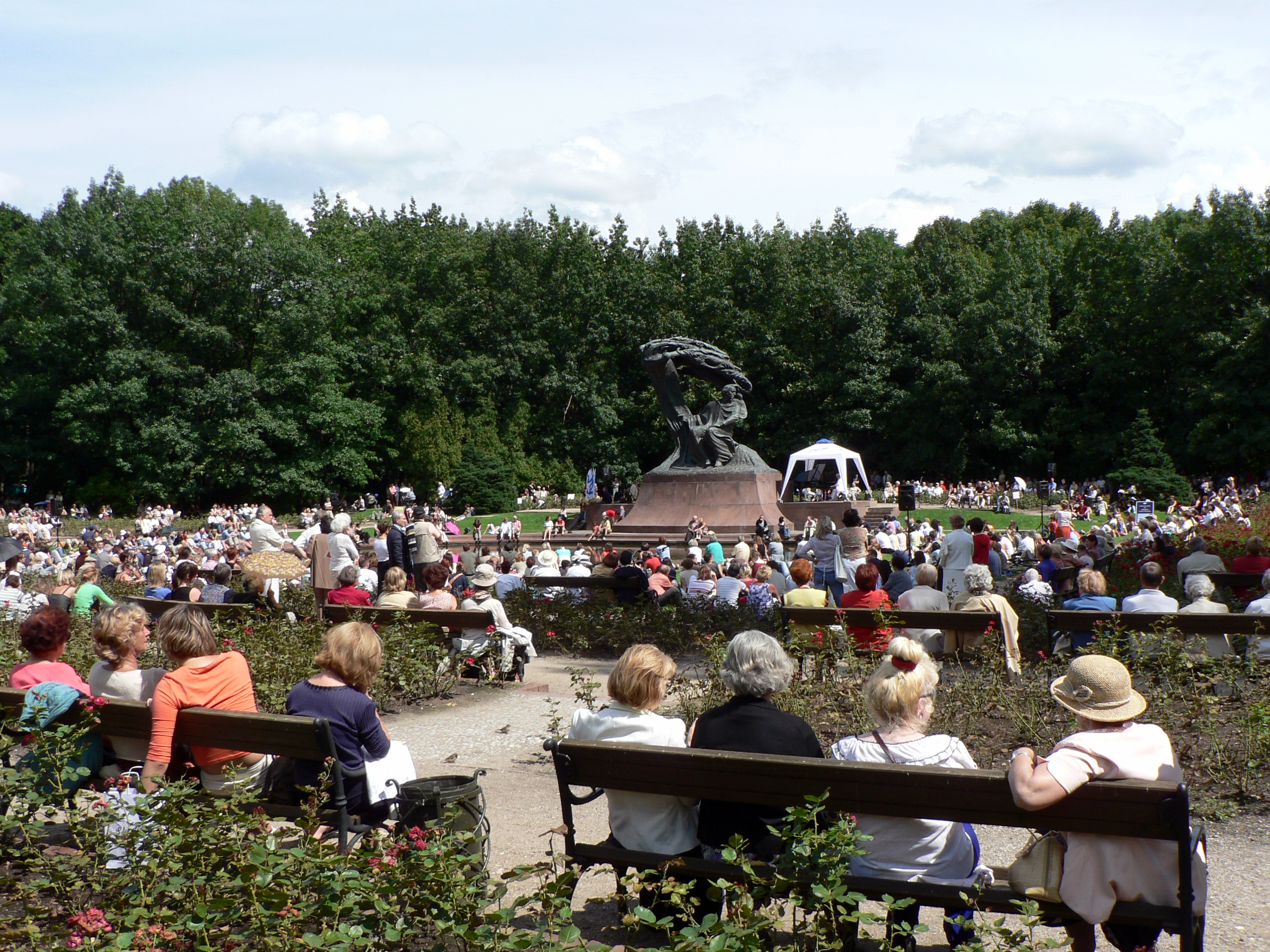
像のもとでのコンサート[注釈 54]
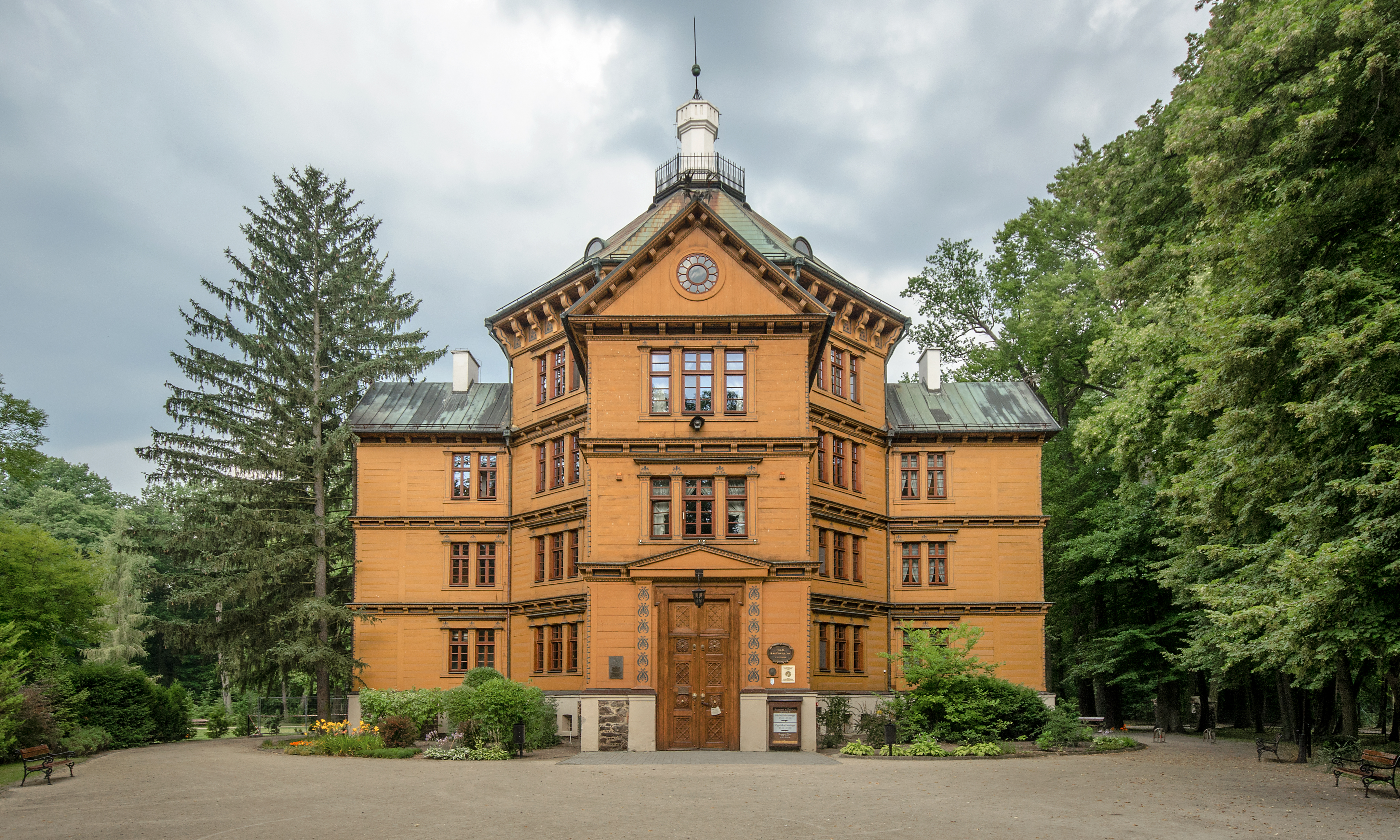
ラジヴィウ家の宮殿[注釈 55]
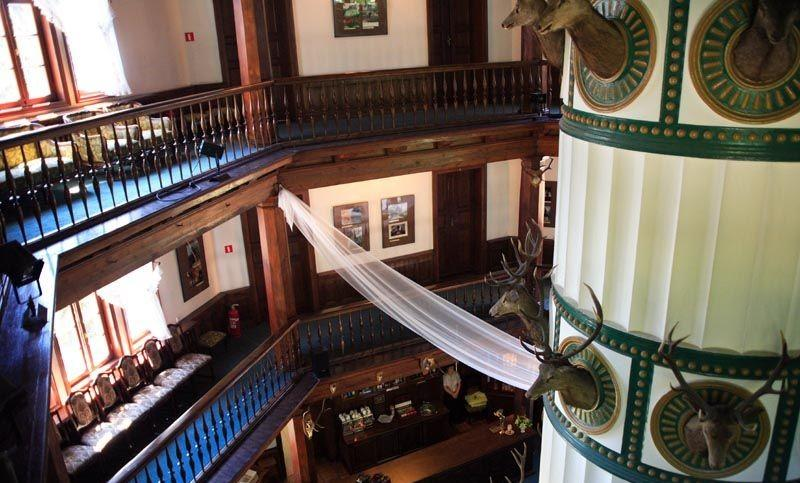
宮殿の内装

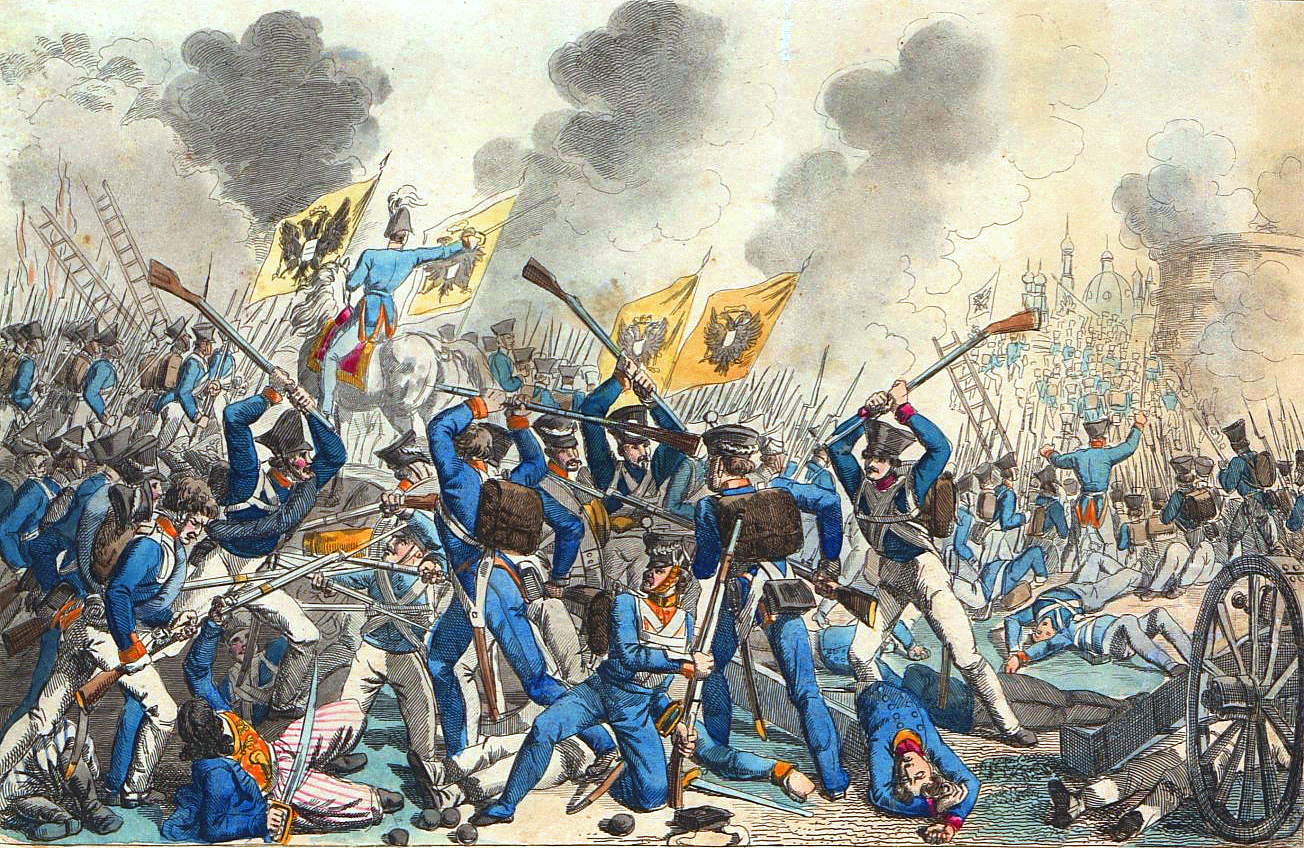
11月蜂起
攻め込むロシア軍

演奏家・作曲家として成功したショパンは、西ヨーロッパへと活躍の場を広げていく。1830年11月2日、指にはコンスタンツィア・グワドコフスカからの指輪、また祖国の土が入った銀の杯を携えショパンは旅立った。ヤヒメツキはこう記している。「広い世界に出ていく。こうでなくてはならないと決まりきった目的は、これからもない」。ショパンはオーストリアに向かったが、その次にはイタリア行きを希望していた。
その後、11月蜂起が起こる。ショパンの友人であり、将来的には実業家・芸術家のパトロンとなる旅の仲間のティトゥス・ヴォイチェホフスキは戦いに加わるためにポーランドに引き返した。ショパンは一人ウィーンで音楽活動をするが活躍できなかった。ヤヒメツキはこう記す。「望郷の念に苦しみ、演奏会を開いたり曲を出版したりする当てがはずれたことで、成長し、精神的な深みを増した。彼はロマン派の詩人だったのが、祖国の過去、現在、未来を感じることができる霊感豊かな国民学派的詩人へと成長したのである。この時、この場所からでこそ、彼はポーランド全体を適切な見通しを持って眺めることができたのであり、祖国の偉大さと真の美しさ、そして悲劇と栄光の移り変わりを理解することができたのである」。この蜂起を受けてウィーンでは反ポーランドの風潮が高まり、また十分な演奏の機会も得られなかったため、ショパンはパリ行きを決断した。
1831年9月、ウィーンからパリに赴く途上、ショパンは蜂起が失敗に終わったことを知る。彼は母語のポーランド語で「コンラッド（Konrad）の最後の即興詩のような、冒涜に冒涜を重ねた言葉」を小さな雑誌に書き込んで、終生それを隠した。彼は家族と市民の安全が脅かされることや、女性がロシア兵に乱暴されることを懸念していた。また「親切だったソヴィンスキ大将」の死を悲しみ（ショパンは大将の妻に作品を献呈したことがあった）、ポーランドの援護に動かなかったフランスを呪った。そして神がロシア軍にポーランドの反乱を鎮圧することを許したことに幻滅した。「それともあなた（神）はロシア人だったのですか」。こうした心の痛みによる叫びは『スケルツォ第1番』『革命のエチュード』などを作曲した。

### パリ時代

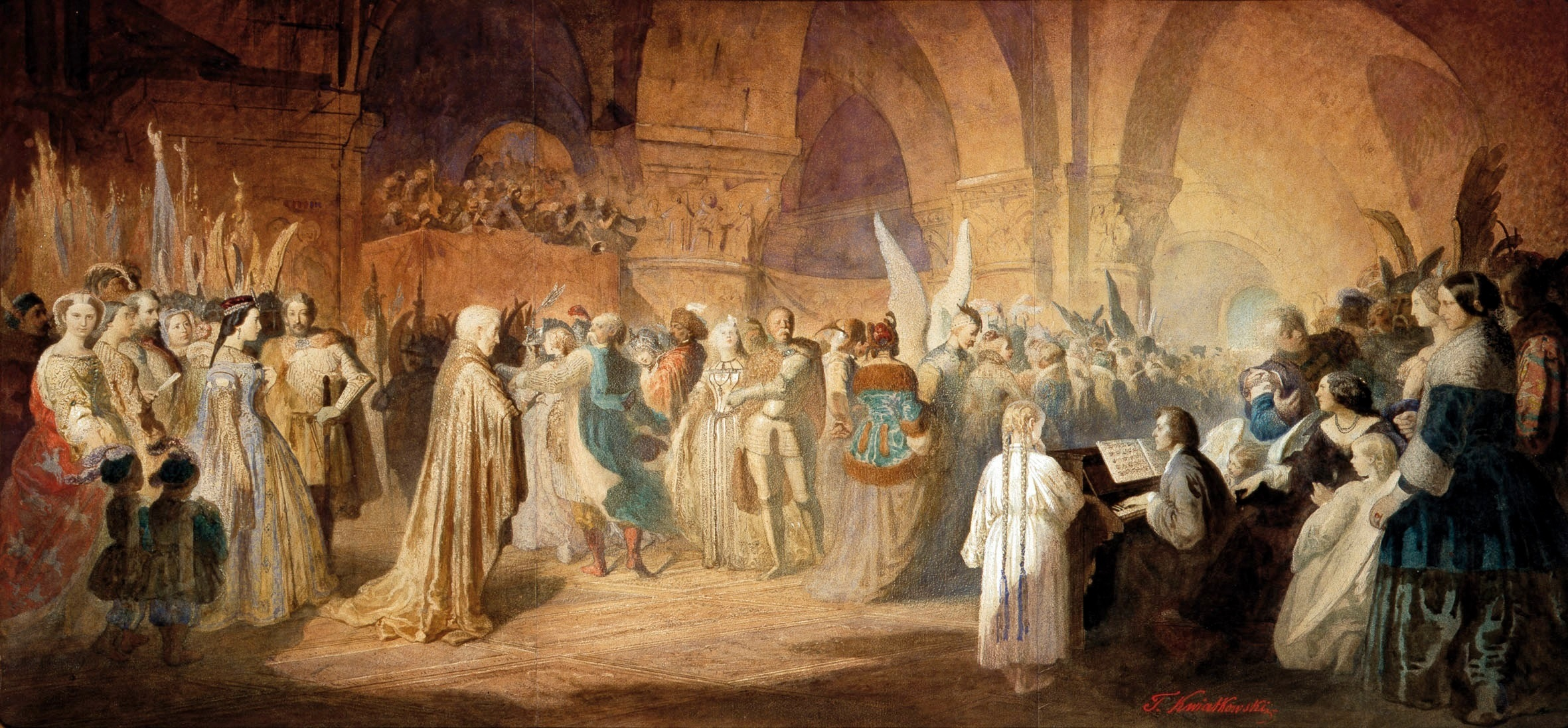
『ショパンのポロネーズ』
テオフィル・クヴィアトコフスキ作。

パリに到着したが、このときはまだこの地に居を構えるか迷っていた。最初は、現在のパリ2区ポワソニエール大通り (Boulevard Poissonnière) 27番地に住み、翌1832年に現在の9区シテ・ベルジェール (Cité Bergère)、1836年に同ショセ＝ダンタン通り38番地へ転居したように、実のところ彼は二度とポーランドに帰国することはなかったので、多くの「ポーランドの大移民」の一人となったことになる。1832年2月に開いた演奏会では、誰もがショパンを賞賛した。大きな影響力を持っていた音楽学者・批評家のフェティスは「ルヴュ・ミュジカル誌 Revue musicale」にこう記した。「ここにいる若者は、完全なるピアノ音楽の刷新ではないとしても、とにかく長きに渡って希求されつつも果たされなかったこと、つまり史上かつてないような途方もない独創的発想を、誰かを範とすることなく成し遂げたのである」。その3ヶ月前の1831年12月には、シューマンがショパンの『ラ・チ・ダレム変奏曲 Op.2』を評して「一般音楽新聞 Allgemeine musikalische Zeitung」にこう記している。「諸君、脱帽したまえ、天才だ」
パリでショパンは芸術家や他の著名人と出会い、才能を磨き名士として認められ、ヨーロッパ中から集まる多くの弟子にピアノを教えることで、相当の収入を得た。彼はベルリオーズ、リスト、ベッリーニ、ヒラー、メンデルスゾーン、ハイネ、ドラクロワ、チャルトリスキ公、ヴィニー、アルカンらと交友関係を築いた。
ショパンは熱烈なポーランド愛国主義者だったが、フランスではフランス式の名前を名乗っていた。フランスの旅券で旅行していたが、これはロシア帝国発行の書類に頼るのを避ける必要があったためではないかと思われる。このフランスの旅券が発行されたのは1835年8月1日であり、これを境にショパンはフランスの市民となった。
ショパンがパリで公開演奏会を行うことはほとんどなかった。後年、彼は300席を擁するサル・プレイエルで毎年1回コンサートを行うようになるが、それよりも彼が頻繁に演奏を行ったのはサロンだった。サロンは貴族や芸術・文学のエリートの集まる場だったが、彼はパリの自宅で友人との小さな集まりを開いて演奏するのをより好んでいた。彼の健康状態は思わしくなく、そのためヴィルトゥオーゾとしてあちこち外遊することはできなかった。一度ルーアンで演奏した他には、首都を出て旅をすることはほとんどなかったという。彼は教育・作曲によって高収入を得ていたため、もともと好きではなかった演奏会を開かなければならないという重圧から逃れることができた。アーサー・ヘドレイはこう見ていた。「生涯を通じてわずか30回を少し超えるくらいという、できるだけ公の場に出なかったショパンが、ピアニストとして最大級の名声を獲得していたことは特殊なことである」
1835年、ショパンはカールスバートに行き、そこで生涯最後となる両親との再会を果たした。パリへ戻る途中でザクセン州を通った彼は、ドレスデンでワルシャワ時代に親交のあったポーランド人貴族のヴォジンスキ伯爵（Wodziński）一家に会った。5年前にポーランドで顔見知りだった娘のマリアはその時16歳になっていた。その若い彼女の知的で、芸術の才にも優れた魅力的な様子に、彼は恋に落ちてしまう。翌1836年の9月にはヴォジンスキ一家とマリーエンバートでの休暇を取り、ドレスデンに戻るとすぐにショパンは彼女にプロポーズする。彼女は求婚を受け入れ、その母のヴォジンスカ夫人も一応認めたものの、マリアがまだ若かったこととショパンの健康状態の悪さによって結婚は無期限の延期を余儀なくされる。この婚約は世に知らされることはなく、結局ヴォジンスキ家がショパンの健康状態への懸念から破棄したことにより、結婚はついに現実のものとはならなかった。ショパンはマリアからもらったバラの花、そしてマリアとその母からの手紙を1つの大きな紙包みにまとめ、その上に「我が哀しみ Moja bieda」と書いた。
ショパンのマリアに対する想いは、9月のドレスデンを去る朝に書かれた「別れのワルツ」として知られる『ワルツ 変イ長調』に残されている。パリに戻ったショパンはすぐに作品25の『練習曲集』の第2曲ヘ短調を作曲し、これを「マリアの魂の肖像」と述べた。これと同時に、彼はマリアに7つの歌曲を贈った。それらはポーランドロマン派の詩人たち、ステファン・ヴィトフィツキ、ヨゼフ・ザレスキ、アダム・ミツキェヴィチの詩に曲をつけたものだった。
婚約破談後は、ポーランド人のポトツカ伯爵夫人がショパンにとって創作上の、また女性として興味を注ぐ対象となった。彼は伯爵夫人に有名なワルツ作品64-1『子犬のワルツ』を献呈している。
パリにいる間、ショパンはわずかな数の公開演奏会に参加した。そのようなプログラム掲載の参加者目録を見ると、この時期のパリがいかに芸術的に豊かな場所だったかがわかる。例えば、1833年3月23日の演奏会ではショパン、リスト、ヒラーがバッハの『3つの鍵盤楽器のための協奏曲』を演奏し、1838年3月3日にはショパン、その弟子アドルフ・グートマン、アルカンとその師のピエール・ジメルマンの4人で、アルカンのピアノ8手用編曲でベートーヴェンの『交響曲第7番』を演奏している。
また、ショパンはリストのベッリーニの主題による『ヘクサメロン変奏曲』の作曲に参加し、最後の第6変奏を担当した。

### ジョルジュ・サンドとの生活

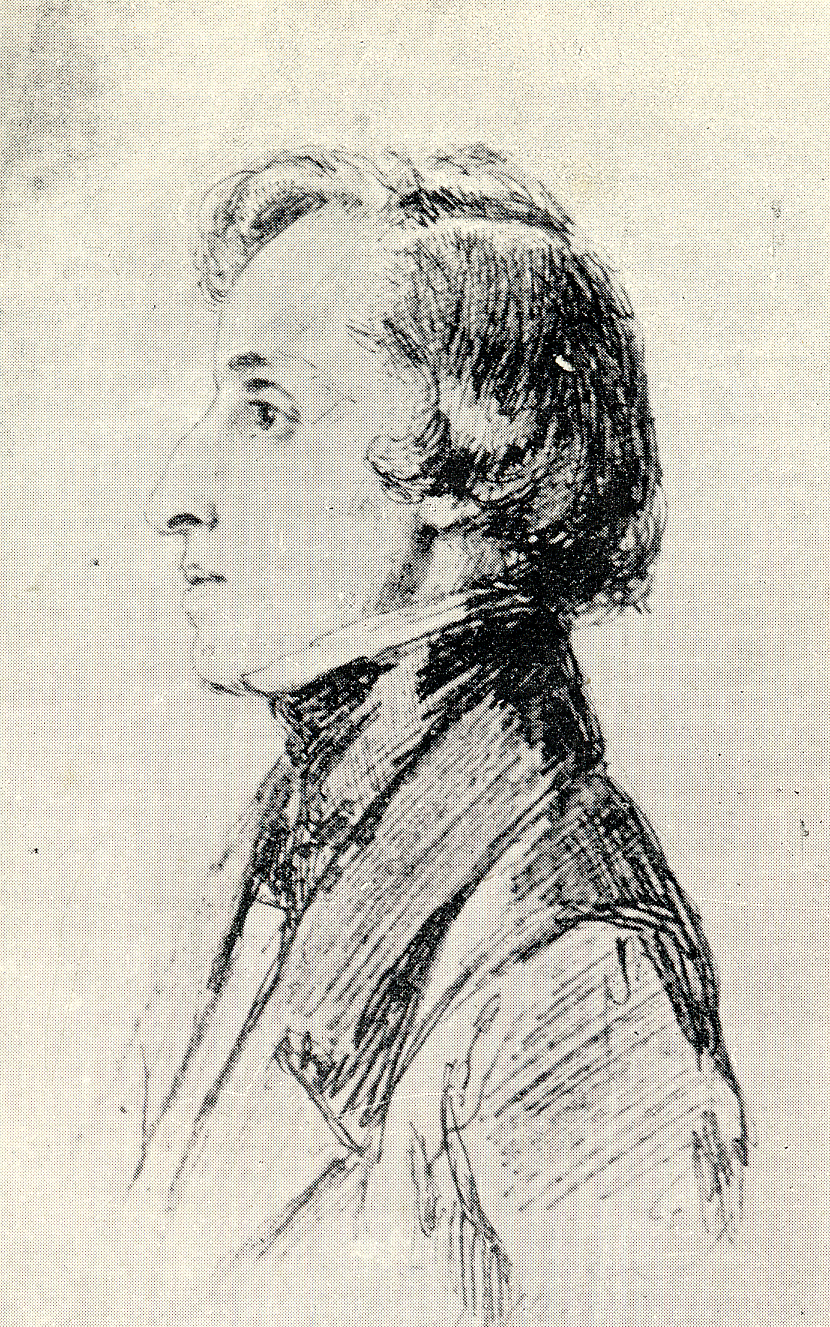
ショパン

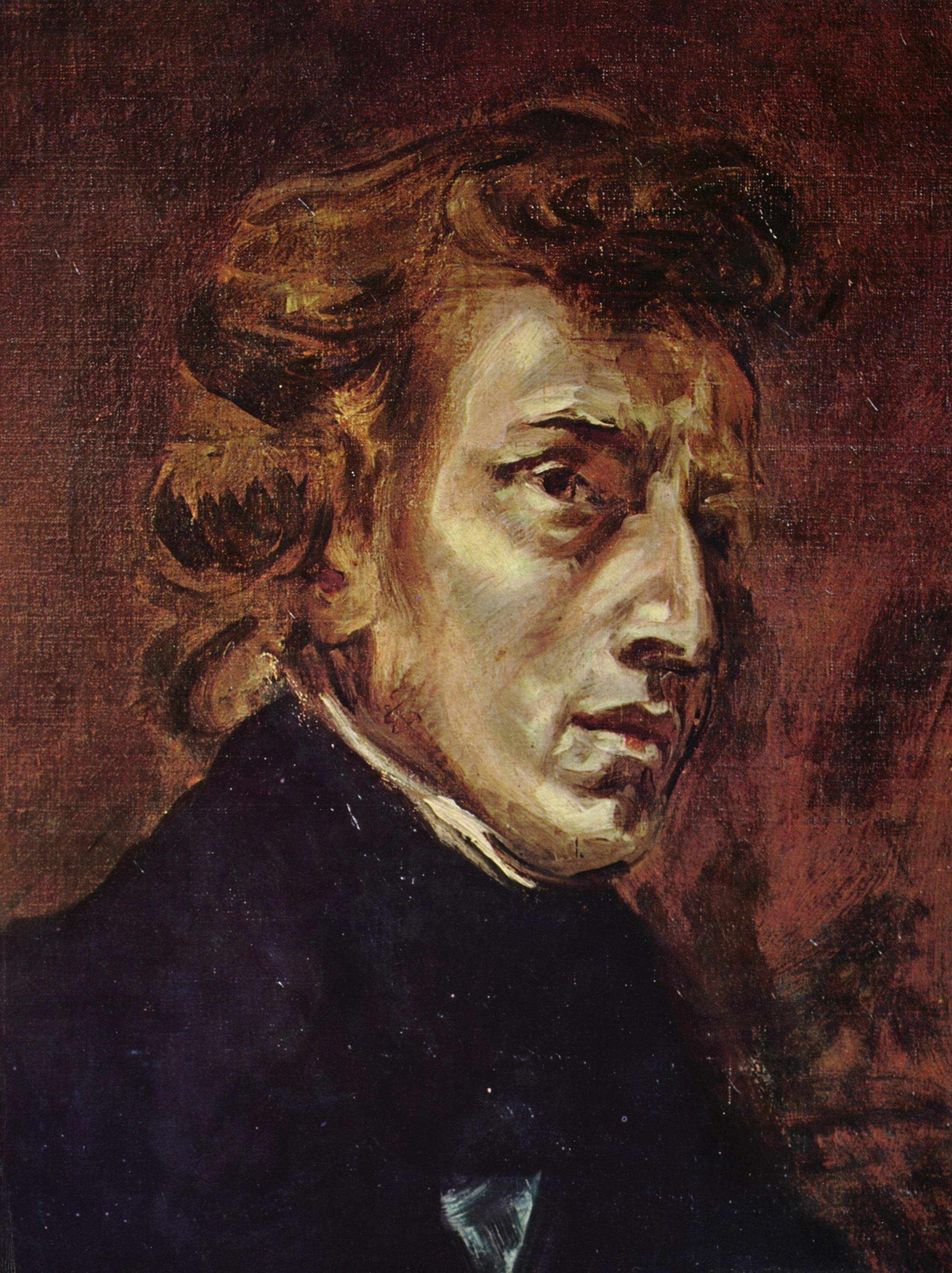
ショパン ドラクロワ画
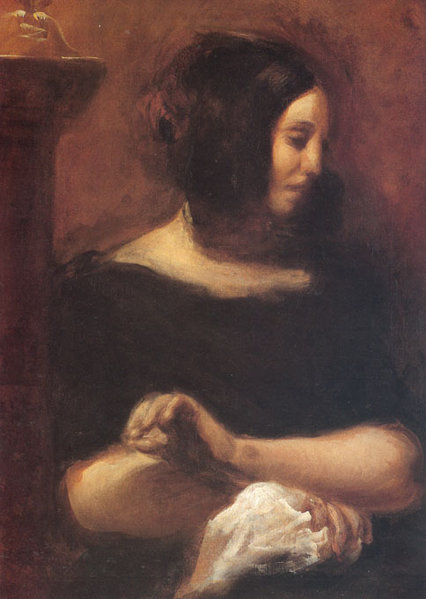
ジョルジュ・サンド
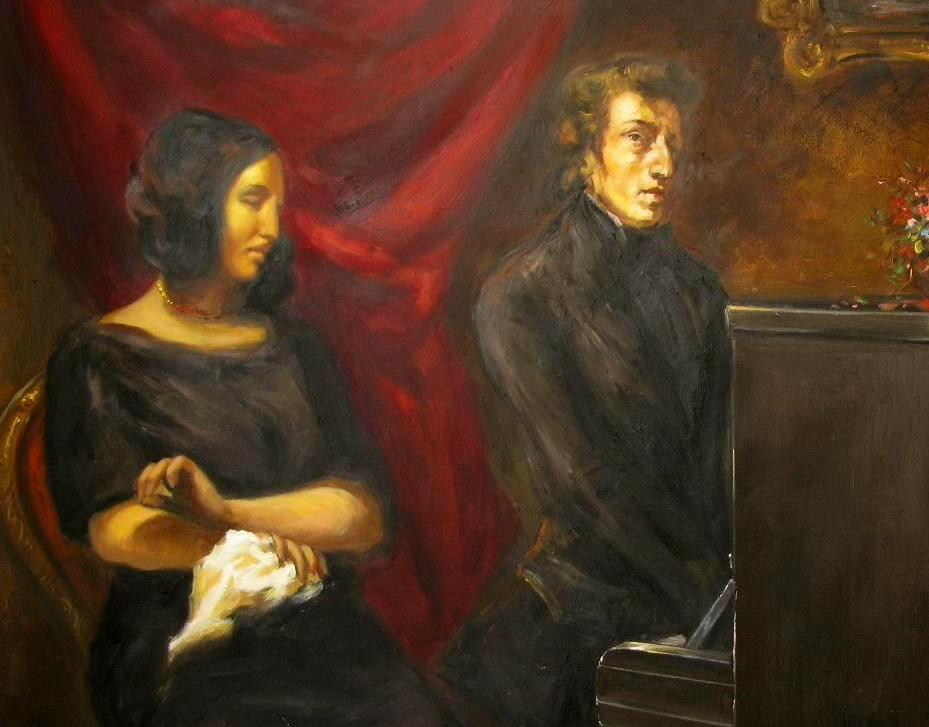
左2枚の下書き

1836年、友人であり仲間だった作曲家のリストの愛人だったマリー・ダグー伯爵夫人のホームパーティーの場で、ショパンはジョルジュ・サンドとして知られるフランスの文筆家・男女同権運動家のアマンディーヌ＝オーロール＝リュシール・デュパン（Amandine-Aurore-Lucile Dupin）、デュドヴァン男爵夫人（Baronne Dudevant）と出会った。サンドの過去の恋人にはジュール・サンドー（2人が文学において協力関係にあったことで「ジョルジュ・サンド」というペンネームが誕生した）、プロスペル・メリメ、アルフレッド・ド・ミュッセ、ルイ＝クリソストム・ミシェル（Louis-Chrysostome Michel）、作家のシャルル・ディディエール（Charles Didier）、ピエール＝フランソワ・ボカージュ（Pierre-François Bocage）、フェリシャン・マルフィーユがいた。
ショパンは当初、サンドに嫌悪感を抱いていた。彼はヒラーにこう宣言している。「なんて不快な女なんだ、サンドというやつは！いや、彼女は本当に女性なんだろうか。疑いたくなってしまうよ」。しかし、サンドは自らとショパンの共通の友人のヴォイチェフ・グジマワ伯爵（Wojciech Grzymała）に32ページにわたる率直な手紙をしたため、そこで彼に対する強い感情を認めている。その手紙の中で、彼女は自分がショパンとの関係を始めるために現在の恋人を捨てるべきか思案しており、またショパンとマリア・ヴォジンスカの以前の関係がいかなるものだったかを知ろうとしていると述べている。マリアとの関係については、万一まだ続いているのであれば彼女は邪魔したくないと考えていた。1838年の夏、ショパンとサンドの関係は公然の秘密となった。
彼らが2人でいた時期の特筆すべきエピソードには、大荒れで悲惨だったマヨルカ島での冬（1838年11月8日 - 1839年2月13日）が挙げられる。彼らとサンドの2人の子供は、ショパンの悪化する健康状態が改善するよう願ってその地へ赴いた。しかし宿泊施設を見つけられず、4人は景色は良いながらも荒れ果てて寒々とした、ヴァルデモッサのかつてカルトジオ会の修道院だった建物の軒を借りざるを得なくなった。
ショパンもまた自分のプレイエルのピアノを輸送するのに問題を抱えていた。ピアノは12月20日にパリから到着していたが、税関で止められてしまったのだ。ショパンは12月28日にこう記している。「私のピアノが税関に引っかかって8日目になる。彼らがピアノを渡すために要求している金額は、信じられないほど高額なのだ」。その間、ショパンはガタガタのピアノを借りて、それで練習をし、作曲を行った。
12月3日、ショパンは体調の悪さとマヨルカ島の医師が無能なことに不満を呈している。「この2週間の間、私は犬のように病にかかっている。3人の医者が往診に来た。1人目は私が死ぬと言い、2人目は今吸っている息が最後になると言い、3人目は私がすでに死んでいると言った」
1839年1月4日にジョルジュ・サンドが300フラン（要求額の半分だった）を払うことを承諾し、プレイエルのピアノは税関を通過することができた。それが届いたのは1月5日だった。その後ショパンは待ちわびた楽器をほぼ5週間にわたって使えるようになり、その十分な時間でいくつかの作品を完成させた。『前奏曲 Op.28』の数曲、『バラード第2番 Op.38』の改定稿、Op.40の『2つのポロネーズ（第3番と第4番）』、『スケルツォ第3番 Op.39』、『マズルカ Op.41』のホ短調、『ピアノソナタ第2番 Op.35』である。このマヨルカ島でのひと冬は、ショパンの生涯の中でも最も創造的な期間の1つと考えられている。
冬の間の悪天候はショパンの健康に深刻な影響を及ぼし、慢性的な肺の疾患から彼の生命を救うために一行は島を去らざるを得なくなる。愛用のフランス製のピアノは急な帰国の邪魔になった。そのような状況だったが、サンドはなんとかピアノをフランス人夫婦に売却した。
4人の一行はまずバルセロナへ、次にマルセイユへと向かい、そこで数か月滞在して回復を待った。1839年5月、彼らはサンドの別荘で夏を過ごすためにノアンを目指した。彼らは秋にはパリへ戻り、最初は離れて暮らした。ショパンはすぐに現在のパリ8区トロンシェ通り（rue Tronchet）5番地のアパートを離れ、現在の9区ピガル通り（rue Pigalle）16番地のサンドの家へ移り住んだ。4人はその住所で1839年の10月から1842年の11月まで一緒に暮らしたが、1846年まで夏季のほとんどはノアンで過ごした。彼らは1842年に現在のパリ9区スクワール・ドルレアン（Square d'Orléans）があるテブー通り（rue Taitbout）80番地に移り、隣同士の建物で暮らした。

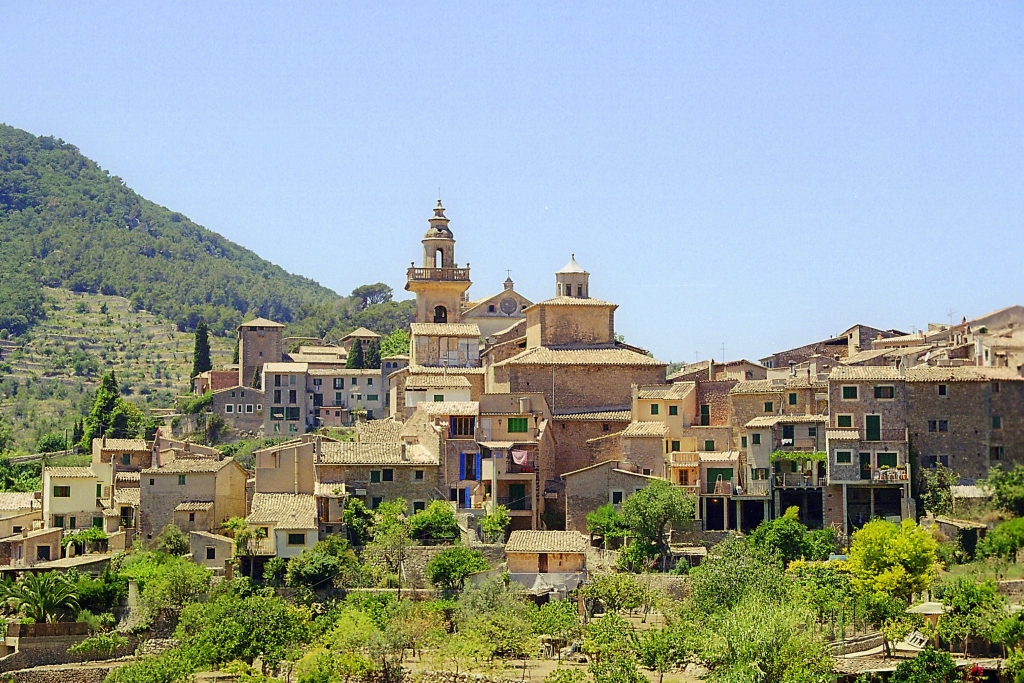
マヨルカ島の修道院
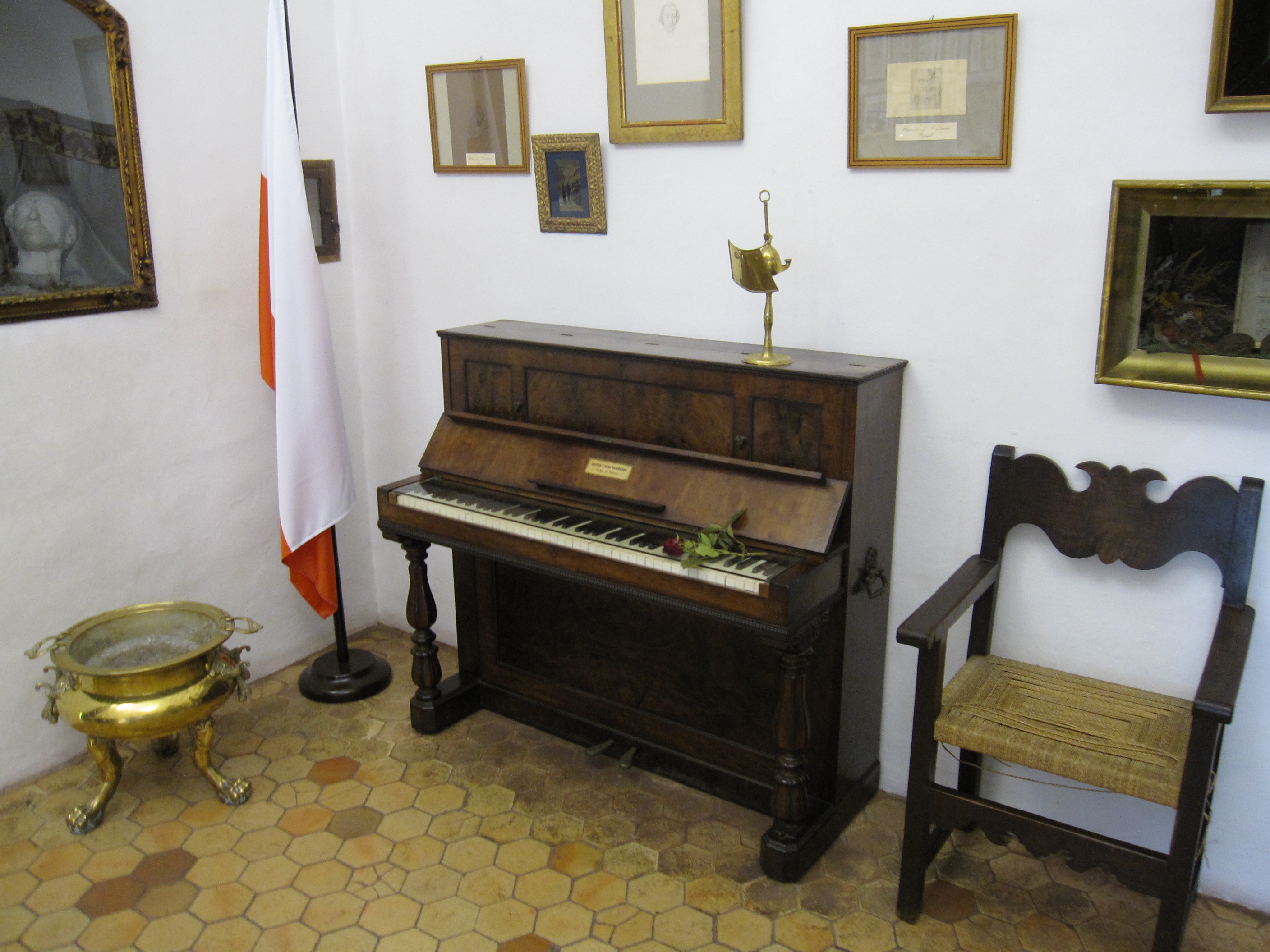
マヨルカ島に遺されたショパンのピアノ
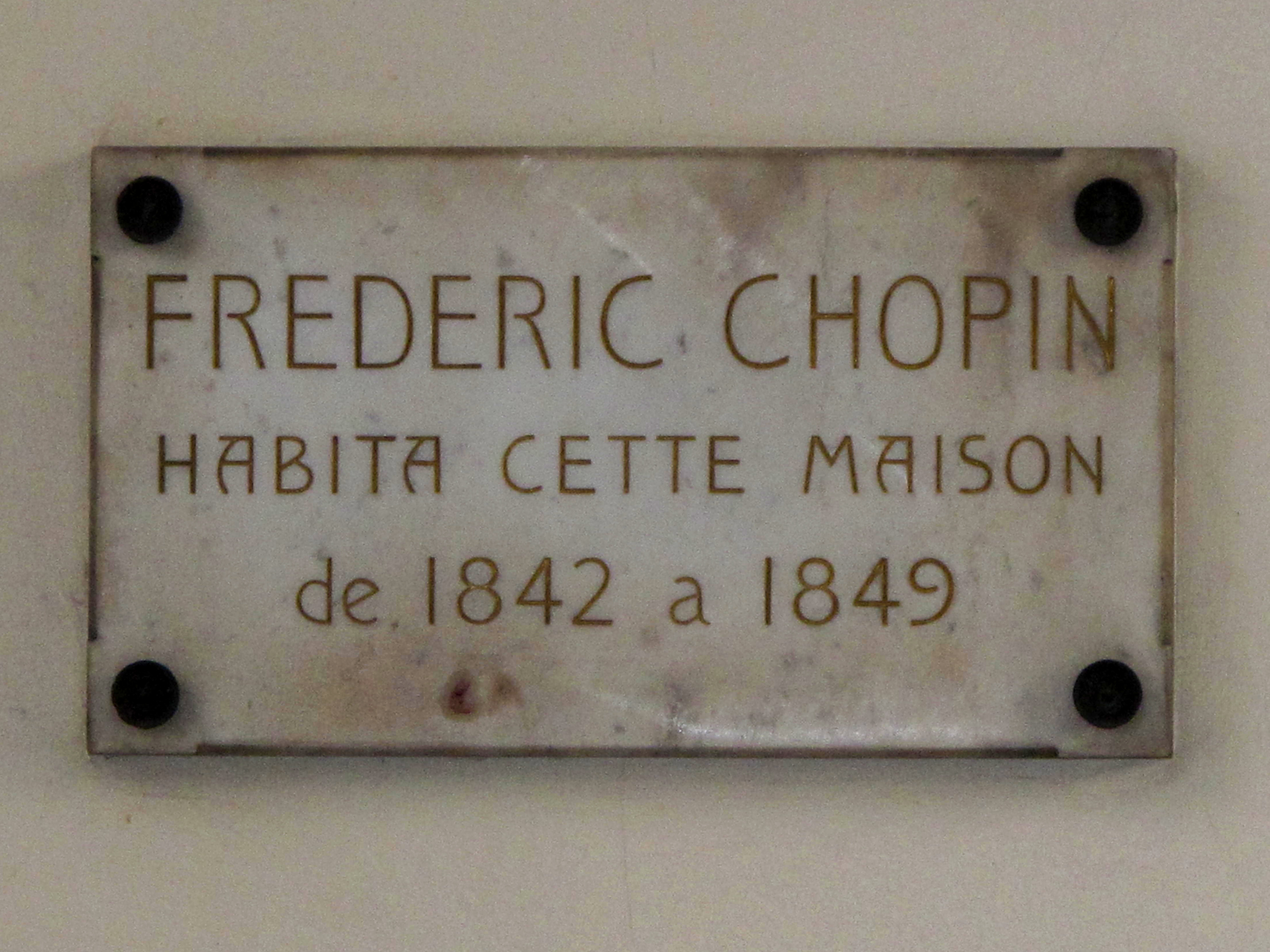
ショパンの住居の銘板
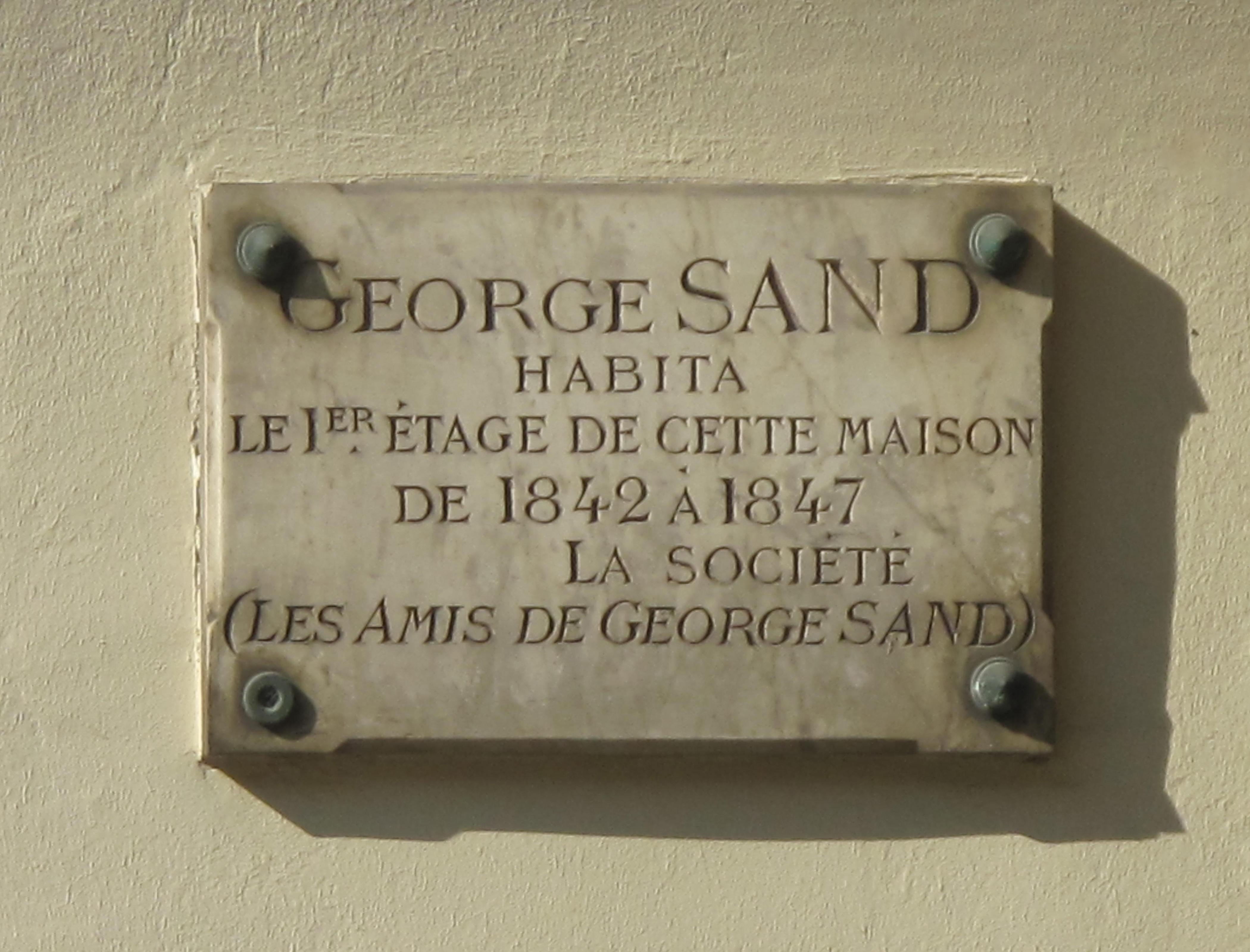
サンドの住居の銘板

この時期にショパンがピアノ以外の楽器を演奏したという証拠がある。ナポリで急逝したテノール歌手のアドルフ・ヌリの遺体が埋葬のためにパリへ戻った際、その葬式でショパンはシューベルトのリート『天体 Die Gestirne』のオルガン編曲を演奏した。
ノアンでの夏、特に1839年から1843年にかけてはショパンにとって静かながらも創造的な日々となり、そこで多くの作品を生み出した。ショパン作品の中でも有名な『英雄ポロネーズ Op.53』もそうした作品である。サンドはショパンの騒々しい創作の過程について記している。ショパンは情熱に溢れ、涙を流し、不平を口にしつつ、時には着想そのものまで覆してしまうほど多くの構想の見直しを行った。友人のドラクロワと過ごしていた、ノアンでのある午後のことである。
ショパンはピアノに向かっており、誰もがあからさまに耳を傾けている。彼は気ままな即興演奏を始めたが、止めてしまった。ドラクロワが声を上げた。「続けて、続けて！まだ終わってないよ！」「始まってもいないよ。何も思い浮かばないんだ……ただ反射と影、形の定まらないものだけしか出てこない。ちゃんとした色を見つけようとしてるんだけど、形すら決まらないんじゃ……」ドラクロワはこう声をかける。「どっちか片方だけ見つかるっていうことはないだろうさ。二つは一緒に現れるものだから。」「もし月明かりしか見つからなかったらどう？」「ということは反射の反射を見つけたということだろう」。この言葉がショパンの腑に落ちたらしい。彼は再び演奏をはじめ、今度は形に不安そうな様子は見せなかった。次第に静かな色が姿を現し、それに伴ってまろやかな音の抑揚が我々の耳に届いてくる。突如青色の音が歌い始めたかと思うと、夜が我々をすっぽり包む。それは真っ青に透き通った夜だ。明るい雲が素敵な形となって空を覆う。雲は月と一体となり、大きな朧げな円を描く。そして眠っていた色が目を覚ますのだ。我々は夏の夜を思い描きつつ、そこに座ってナイチンゲールが歌うのを待つのである……。
ショパンの病が進行するにつれて、サンドは彼の恋人というより看護師となっていった。サンドはショパンを自分の「3番目の子ども」と呼んでおり、その後の数年間は彼女はショパンとの交友関係を維持しつつも、しばしば第三者に宛てた手紙の中で彼に対する苛立ちを吐露していた。そうした手紙の中では、彼のことを「子ども」「小さな天使」「受難者」「愛しい小さな死人」などと記していた。
1845年、ショパンの病状が悪化を続ける中、彼とサンドの間に深刻な問題が生じた。1846年には彼女の娘のソランジュ（Solange）と若い彫刻家のオーギュスト・クレサンジェとの関係などの諸問題によって、2人の関係はますます険悪になった。サンドは1847年に小説『ルクレツィア・フロリアーニ Lucrezia Floriani』を出版した。主人公の裕福な女優と身体の弱い王子は、サンドとショパンのことを指すと解釈できる。サンドのゲラ刷りの校正を手伝ったショパンが、彼にとって失礼なこの話の内容を見逃すはずはなかった。1847年、彼はノアンを訪れなかった。共通の友人たちは2人を和解させようと試みたものの、ショパンが応じることはなかった。
そのような友人の1人にメゾ・ソプラノのポーリーヌ・ガルシア＝ヴィアルドがいる。サンドは1843年にヴィアルドをモデルに小説『コンシュエロ Consuelo』を執筆しており、三人はノアンで多くの時間を共に過ごした。ヴィアルドは著名なオペラ歌手だったが、元来ピアノで身を立てることを希望しておりリストとレイハに師事する優れたピアニストでもあった。彼女はショパンと互いに尊敬しあい、また気が合ったことから友人として付き合っていた。2人はしばしば共演することもあった。ショパンは彼女にピアノの技術的な助言を与え、彼女がショパンの『マズルカ』の旋律をもとに歌曲を作曲するのを手伝った。彼はお返しとして、ヴィアルドからスペインの音楽を直接知ることができた。
1847年、サンドとショパンの10年に及ぶ関係は静かに終わりを迎えた。なれそめから2人の恋路を見届けたヴォイチェフ・グジマワ伯爵はこう述べている。「もし（ショパンが）G.S. （ジョルジュ・サンド）に出会うという不幸に見舞われず、彼女にその生命を毒されなかったとしたら、彼はケルビーニの歳まで生きていただろうに」
- ショパン
ドラクロワ画[注釈 80]
- ジョルジュ・サンド
- 左2枚の下書き

### 晩年

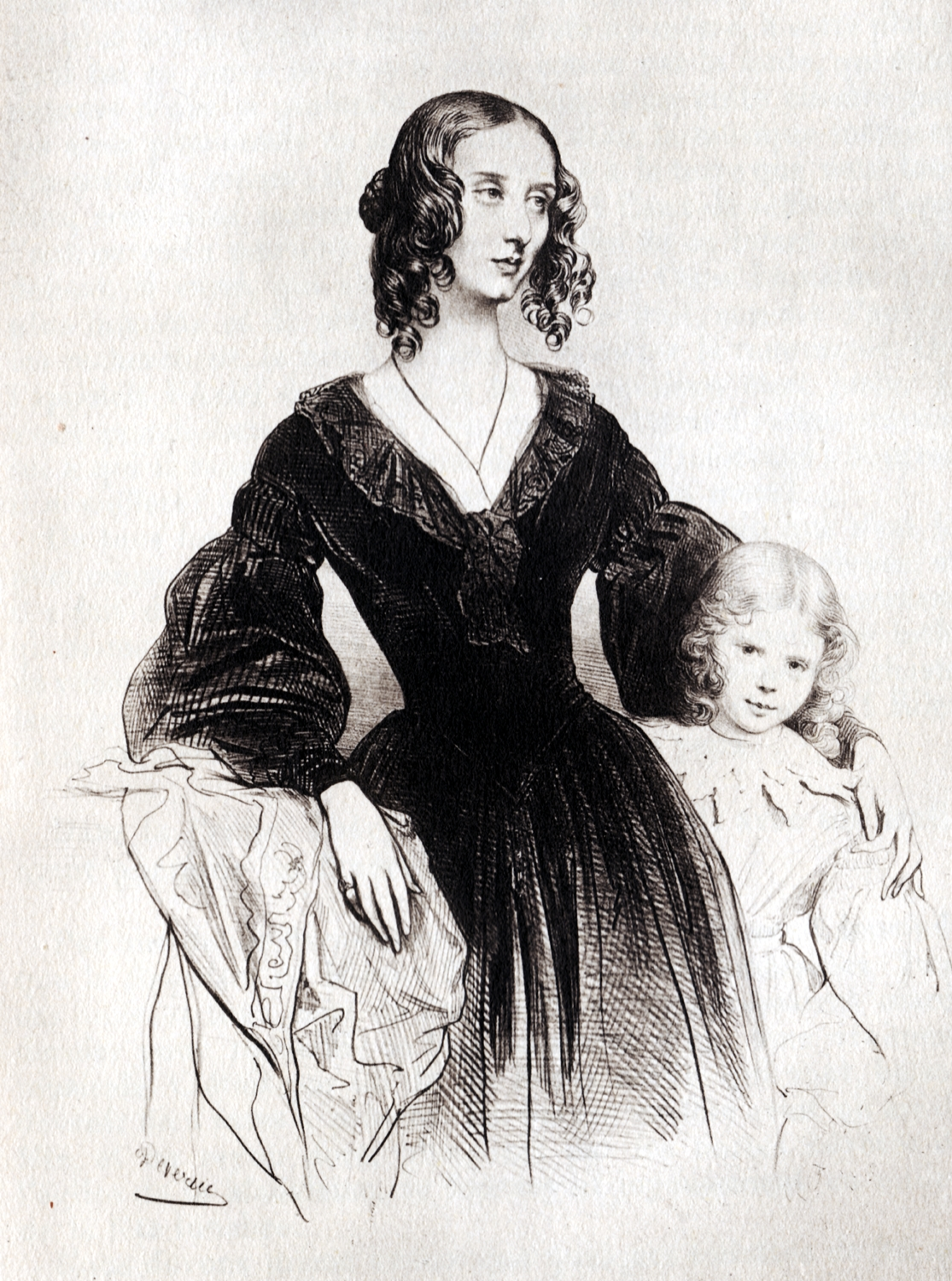
スターリング 1830年頃
ドゥヴェリア作の肖像画

ショパンのヴィルトゥオーゾとしての一般からの人気は翳りを見せ、それに伴って弟子の数も減少した。1848年に彼はパリでの最後の演奏会を開く。パリでは革命が進行中だった4月、彼はロンドンへと旅立ちいくつかのコンサートを行って大規模な会場で大きな喝采を受けた。この演奏旅行は彼のスコットランド人の弟子で、時に秘書もこなしたジェーン・スターリングとその姉のキャサリン・エースキン（Katherine Erskine）の発案によるものだった。また、スターリングは必要な準備をすべて整え、必要経費を提供した。彼女はサンドとの別離の後、脱出できない鬱状態に陥ったショパンの支えとなった。
夏も終わりかけた頃、ショパンはスターリングに招かれて、スターリング家の者が所有するエディンバラ近郊のカルダー邸（Calder House）と居城（グラスゴーに程近いレンフルーシャーのジョンストンにあった）に滞在した。そうしているとスターリング嬢とショパンが間もなく婚約を発表するという噂が国を超えて広がったが、ショパンが彼女に恋愛感情を抱いていないことは明らかだった。エディンバラでは開業医のアダム・ウィシュツジニスキ（？ Adam Łyszczyński）医師の住むワリストン街路（Warriston Crescent）10にも滞在しつつ、そこで医師の治療を受けた。ショパンはあまりにも弱っており、階段の上り下りでは医師またはその召使が彼を抱えなければならなかった。ショパンはエディンバラでは1度だけ演奏会を開いている。それはクイーン通りのホープトーン・ルームズ（Hopetoun Rooms 現エースキン邸）においてだった。
1848年10月の暮れ、ウィシュツジニスキ医師の家で、ショパンは最後の遺言をしたためた。「万一私がどこかで急死するようなことになったら、将来私の原稿は処分等がなされるように」と友人のヴォイチェフ・グジマワに宛てて書き送っている。スコットランドの寒い午後、スターリング嬢の城の中でショパンは母や姉と共にいる空想にふけり、祖国の地で民謡を題材とした自作曲を演奏する自分の姿を眼前に思い浮かべていた。1848年11月16日、彼はロンドンのギルドホールの演奏段上で最後の公開演奏を行った。それはポーランドの避難民の慈善演奏会だったが、彼の最後の愛国的行動となった。この時の彼の出演は善意からの失敗となってしまった。ほとんどの参加者はショパンのピアノ芸術よりもダンスや気晴らしを目的としており、ショパンはそれによって多大な労力を割いて身体的不快感を負ってしまったのである。
11月の終わりにショパンはパリへ戻った。イギリス旅行はロンドンでのヴィクトリア女王の御前演奏など成功したものだったが、日程の厳しさから彼は体調を更に悪化させていた。冬の間、彼は絶え間なく病に苦しんでいたが、それでも友人に会うことを続け、病床のアダム・ミツキエヴィチを見舞ってピアノ演奏で彼の神経を和らげた。ショパンにはレッスンを行う体力はもはやなかったが、作曲への熱意は冷めていなかった。生活必要経費の大半と医師の診察代を払う金も不足するようになり、彼は価値のある家具や所有物を売り払わなければならなくなった。
2011年3月24日、ワルシャワのフレデリック・ショパン博物館が長く行方不明だったショパンの手紙を発見した。それらの手紙の日付は1845年から1848年とされており、彼の日常生活と『チェロソナタ』に関する記述がなされている。手紙は博物館で2011年4月25日まで展示されていた。

### 最期

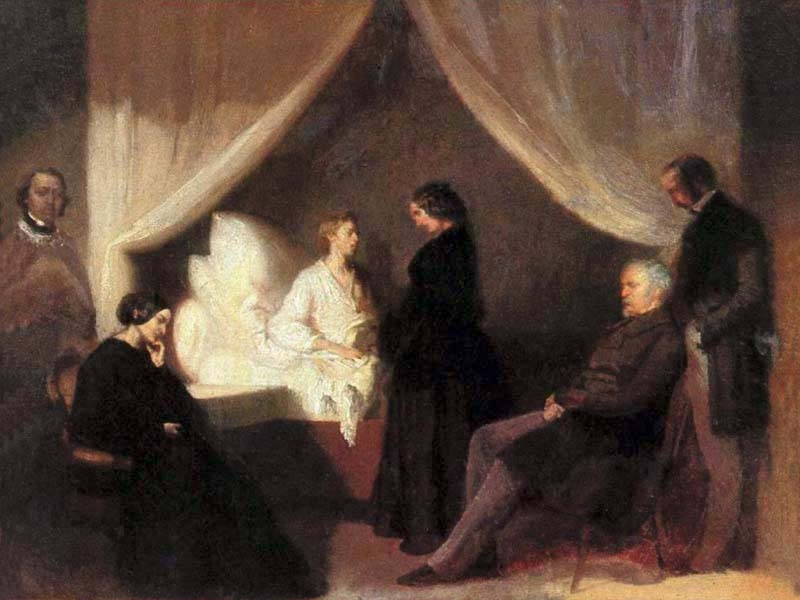
『死の床にあるショパン』 1849年
テオフィル・クヴィアトコフスキ作

ショパンは家族と共に居たいという思いを募らせた。1849年6月、姉のルドヴィカにパリへ出てきてもらう約束を取り付けた。同年9月には最後の住居となるヴァンドーム12番地の陽の当たるきれいなアパートに移り住んだ。それは以前はロシア大使館が入居していた物件で、7部屋を有する2階の賃料はショパンに払えるものではなかったが、ジェーン・スターリングが彼のためにそれを肩代わりした。
10月15日になるとショパンの病状は一層深刻となり、彼を訪ねてくる多くの者は会うことを許されず、一握りの近しい友人のみが病床に寄り添った。この最期の2日間で彼らは2回ほどショパンが事切れたものと思ったが、彼は再び息を吹き返すことができた。ポトツカ夫人が見舞いに訪れており、病床の彼のために歌を歌っている。また、彼はポトツカ夫人にソナタを弾いてくれるよう頼み、神に大きな声で祈りをささげた。もっとも、その数日前には自分は神の存在を信じないからと、信仰告白を拒んでいた。彼はジョルジュ・サンドが自分に「私の腕の中で息を引き取らせあげる」と約束したのに、と不平を口にした。彼は紙片を要求し、そこにこう記した。「Comme cette terre m'étouffera, je vous conjure de faire ouvrir mon corps pour [que] je ne sois pas enterré vif.（土に押しつぶされるから埋葬しないで欲しい。生き埋めになりたくないんだ。）」。10月17日の深夜12時過ぎ、医師がショパンの身体に乗りかかってひどく苦しいかと尋ねた。「もう何も感じない」とショパンは答えた。そして午前2時を回る少し前、ショパンは息を引き取った。
ショパンの病とその死因は明らかになっておらず、そのため医学的な議論の的となってきた。死亡診断書では死因は肺結核とされている。一方でショパンの病気は他の疾患（たとえば遺伝子疾患の嚢胞性線維症など）とする説もある。しかし、現代の呼吸器治療と医療的支えのない19世紀において、嚢胞性線維症を抱えながら39歳まで生き延びることは事実上不可能という検討もさらになされ得る。ショパンが長く苦しんだ病についての総説が2011年に出版されている。文脈から事実を読み解くと、ショパンを苦しめた疾病は肺結核の可能性が高い。
ショパンの最期を看取ることができなかった多くの人が、後になって「ショパンの最後に居合わせた」と主張するようになったと、タッド・シュルツ（？ Tad Schulz）は記している。彼らは「歴史の証人になりたがっているようだ」。実際にショパンの死の床に付き添ったのは、姉のルドヴィカ、マルツェリーナ・チャルトリスカ公爵夫人、ソランジュとオーギュスト・クレサンジェ夫妻、ショパンの弟子で友人のアドルフ・グートマン、友人のトーマス・アルブレヒト（Thomas Albrecht）、信頼を置いていたポーランドのカトリック教会司祭のアレクサンダー・イェウォヴィツキ（Aleksander Jełowicki）神父だった。
夜が明けてから、クレサンジェはショパンのデスマスクを作り、また彼が傑作を生み出した左手の型を取った。彼の遺言に従い、葬儀の前に取り出された心臓は姉のルドヴィカによって祖国に持ち帰られ、クラコフスキ区の聖十字架教会のレオナルド・マルコーニ作のエピタフの下の柱に、コニャックと思しきアルコールに浸けられて収められた。そこにはマタイによる福音書6:21「あなたの富のあるところに、あなたの心もあるのだ」が刻まれている。ショパンの心臓は第二次世界大戦中に避難のため持ち出された時を除き、その教会で眠っている。現在の教会は1944年のワルシャワ蜂起で大きく破壊されて再建されたものである。教会はショパンが最後に住んだポーランドの家であるクラコフスキ区5のクラジンスキ宮殿からすぐ近くのところにある。

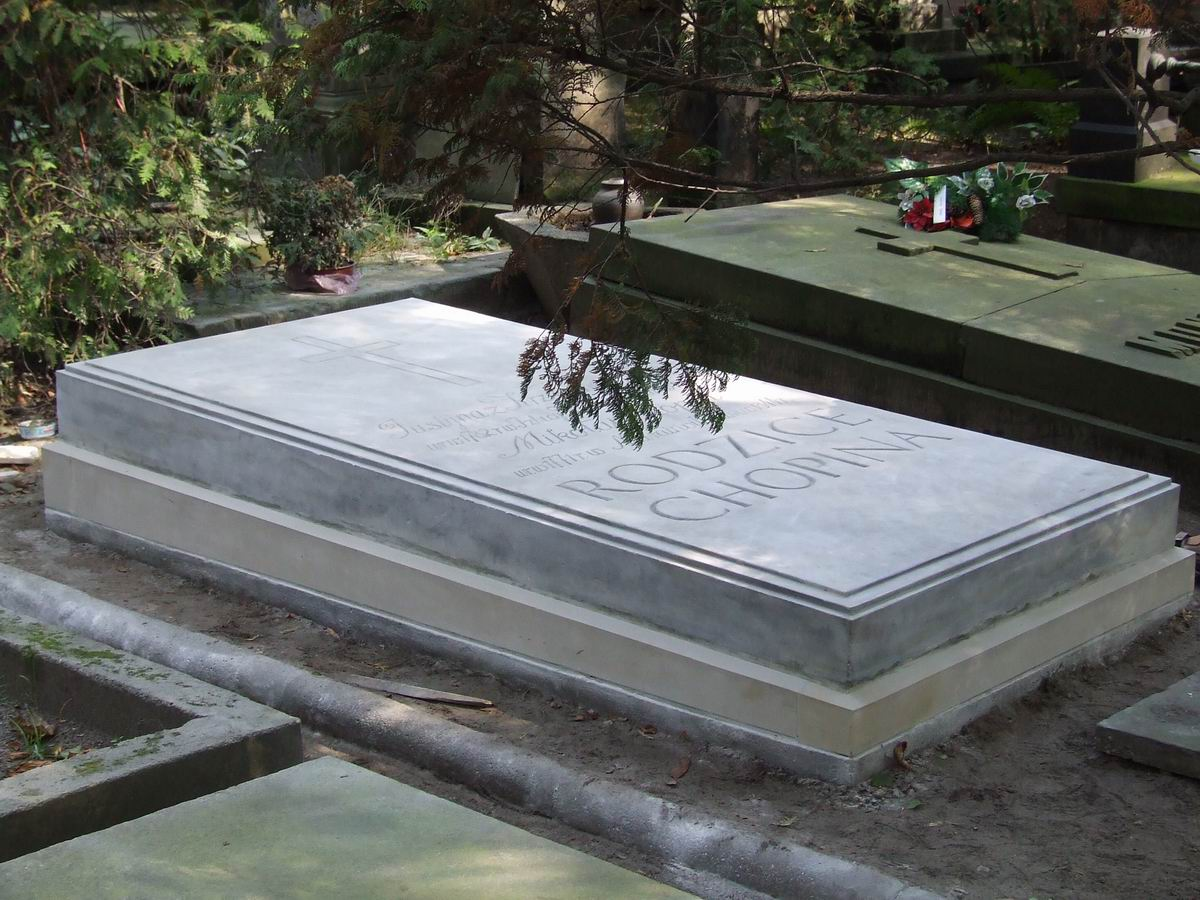
ショパンの両親の墓[注釈 91]
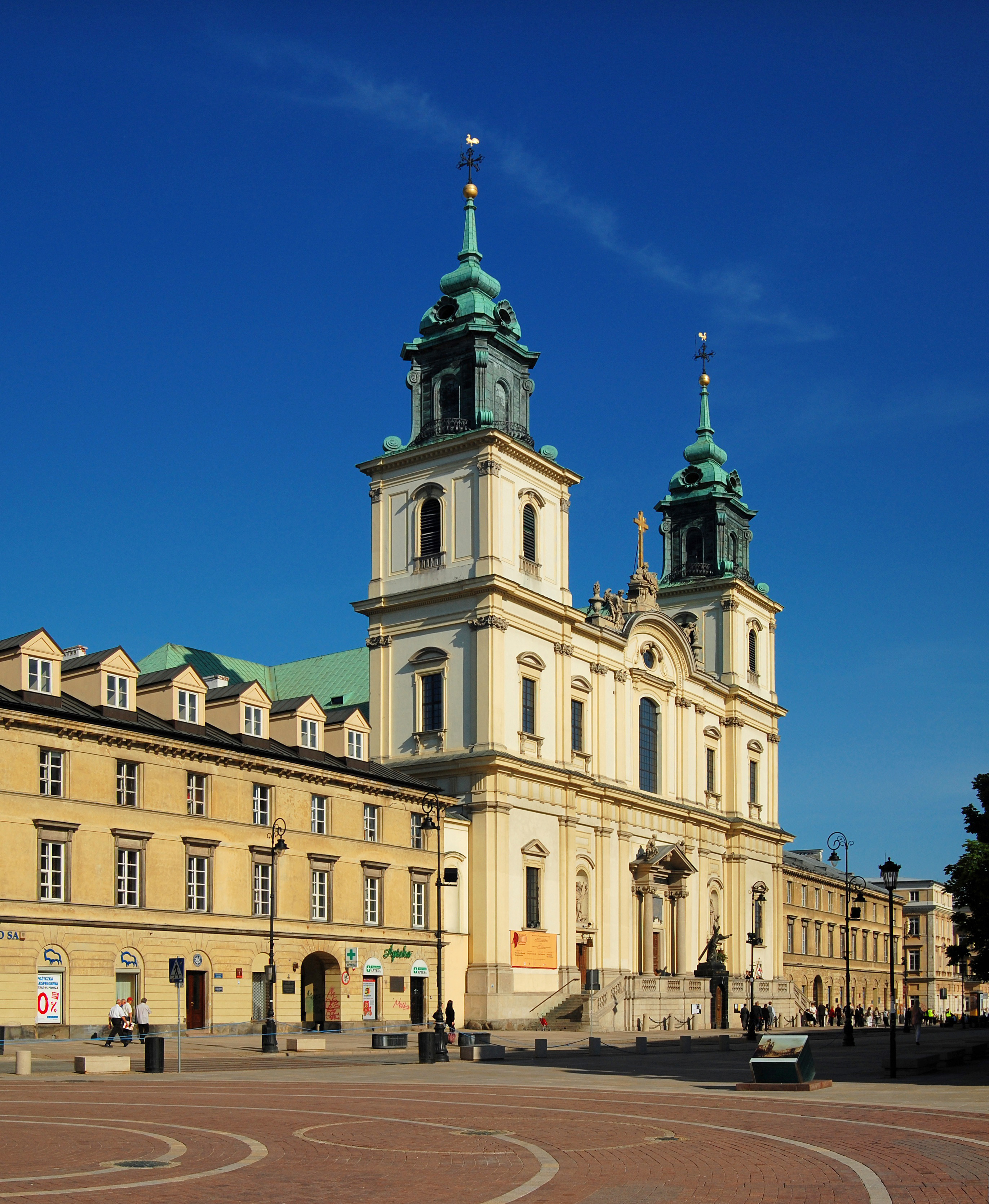
ワルシャワの聖十字架教会
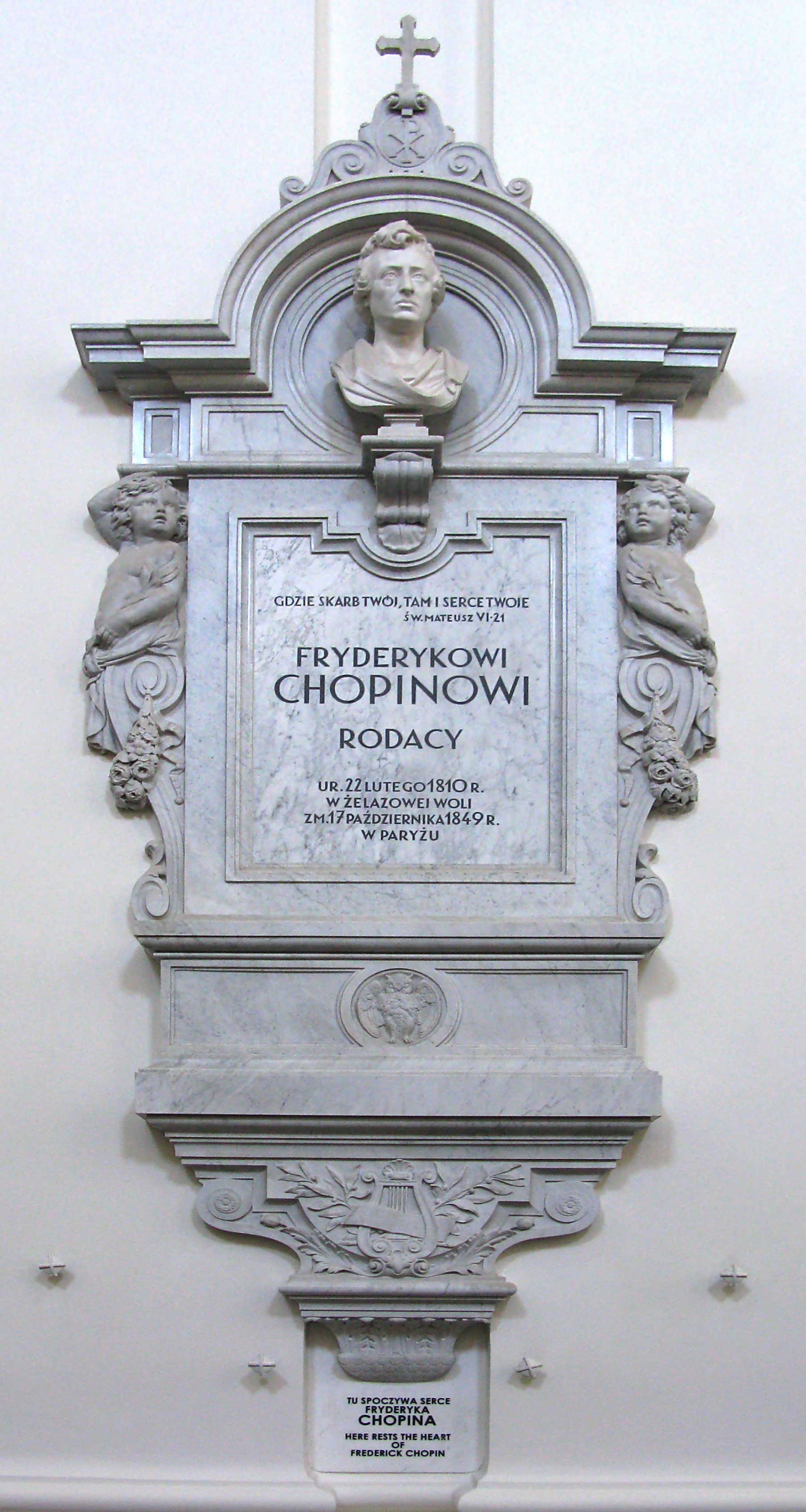
ショパンの心臓が埋め込まれている柱

### 葬儀
パリのマドレーヌ寺院で行われることになっていた葬儀は、準備が非常に凝ったものとなったため、ほぼ2週間も遅れて10月30日に行われることになった。予定が遅れたため通常なら出席不可能であるような人びとが大勢ロンドン、ベルリン、ウィーンから集まることができた。招待された参列者には多くのフランスの文学・貴族の名士らが名を連ねたが、音楽上の同胞たちは慎重に外された。
モーツァルトの『レクイエム』が歌われることが、急遽決められた。これはショパンの遺言とも言われたが、友人のグートマンはショパンがそのようなことを頼んだことはなく、報道の自由から生まれた夢物語であるとしている。ショパンの死から葬儀の間までにパリでは彼にまつわる膨大な出版物が出回っており、その中のいくつかの創作が後に事実のように本に記載されていったようである。『レクイエム』は大部分が女声合唱によって歌われるが、マドレーヌ寺院は合唱隊に女性歌手が入ることを許可していなかった。しかし、教会は女性歌手を黒いベルベットのカーテンの奥に置くこととして、好意的に協力した。『レクイエム』のソリストは、ソプラノがジャナネ・カステラン（？ Jeanne-Anais Castellan）、メゾソプラノがショパンとサンドの友人だったポーリーヌ・ガルシア＝ヴィアルド、テノールがアレクシス・デュポン、バスがハイドンやベートーヴェン、ヴィンチェンツォ・ベッリーニの葬儀でも歌ったルイージ・ラブラーケである。また、ショパンの『前奏曲集』から第4番 ホ短調と第6番 ロ短調が演奏された。葬儀には3,000人近くが参列したが、その中にジョルジュ・サンドの姿はなかった。
葬送の行進は町の中央のオペラ座の隣にある教会から始まり、ショパンが埋葬を希望していた街の東の端のペール・ラシェーズ墓地までの非常に長い距離にわたった。葬列を先導したのはポーランドの大移民の長だった年老いたチャルトリスキ公であり、芸術家たち（ウジェーヌ・ドラクロワやチェリストのオーギュスト・フランショーム、ピアニストのカミーユ・プレイエル（Camille Pleyel）など）が交代で担いだ棺のすぐ後ろには、姉のルドヴィカがいた。
埋葬の際には、その横でナポレオン・アンリ・ルベールの管弦楽編曲によるショパンの『葬送行進曲』が演奏された。このことについて、参列していたジャコモ・マイアベーアは後年、自分が編曲者として選ばれなかったことに失望したと述べている。
ショパンの墓石はオーギュスト・クレサンジェが設計・製作したもので、音楽のムーサのエウテルペーが壊れたリラの上で涙を流す姿をかたどったものである。葬儀と碑の製作にかかった費用は合計5,000フランだったが、姉のルドヴィカがワルシャワへ戻る渡航費用も含めて、全てはジェーン・スターリングが負担した。スターリングはその後長い間、黒衣に身を包み喪に服していた（生涯そうしていたとする文献もある）。
ショパンの墓には多くの人が訪れ、冬場でも捧げられる多くの花が絶えることはない。

## 人物
生涯を通じて肺結核に悩まされた病弱の芸術家として有名であり、残された肖像画などからも、赤みがかった頬などその徴表が見られる。しかしそうした繊細なイメージとマッチした作風の曲ばかりでなく、自らの中の閉塞感を打破しようとする想いや、大国ロシア帝国に蹂躙される故国ポーランドへの想いからか、情熱的な作風の曲も多く見られる。
幼少の頃からいろいろな面で才能を発揮し、ユーモアにあふれ、ものまねと漫画を描くのも得意で学校ではクラスの人気者だったという。
後半生は大部分をフランスで過ごしたが、望郷の思いは終生已まず、死後遺言により心臓がポーランドに持ち帰られ、ワルシャワの聖十字架教会に埋葬された。故郷を支配する列強への反発心は若い頃から強く、「美しい花畑の中に大砲が隠されている音楽」（シューマン）と評されることもある。
女性との愛の遍歴も伝説を交えて語られることがあるが、特に年上の女流作家ジョルジュ・サンドとの9年におよぶ交際の間には『24の前奏曲集』『幻想曲』『バラード第4番』『英雄ポロネーズ』『舟歌』『幻想ポロネーズ』など多くの傑作が生まれた。
ピアノの技術革新の時代に生きたショパンは新しい演奏技術の開拓に果敢に挑み、自身の練習の意味も込めて『練習曲集』（『3つの新練習曲』を除く12曲）を2つ編んだ。一方で古典の作曲家への敬意は強く（実際ショパンは自身がロマン派に属するという考えを否定した）、特にバッハとモーツァルトは彼の作品に影響を及ぼした。例えば『24の前奏曲集』は5度循環で24の全長短調を経る小品集だが、これはバッハの『平均律クラヴィーア曲集・24の前奏曲とフーガ』を意識したものである。また心を落ち着けるためにバッハの平均律をしばしば好んで弾いた。『前奏曲作品28』を作曲したマヨルカ島に持っていった印刷された楽譜は、バッハの平均律クラヴィーア曲集のみだったという。
同時代の有名な作曲家で評論家でもあったシューマンとは違い、批評活動は全く行わず、音楽作品と文筆作品（ことに詩）との融合にもあまり積極的ではなかったという。
性格が激しく、それ故にしばしば欲求不満に陥ることもあったらしい（例えば1830年にウィーンに来た時の、一般の音楽的嗜好が浅薄なものだったことに対して）。
写真は2枚残されており、1846年の写真は損傷が激しい。もう1枚は、死の直前にルイ＝オーギュスト・ビソンによって撮られたものである。

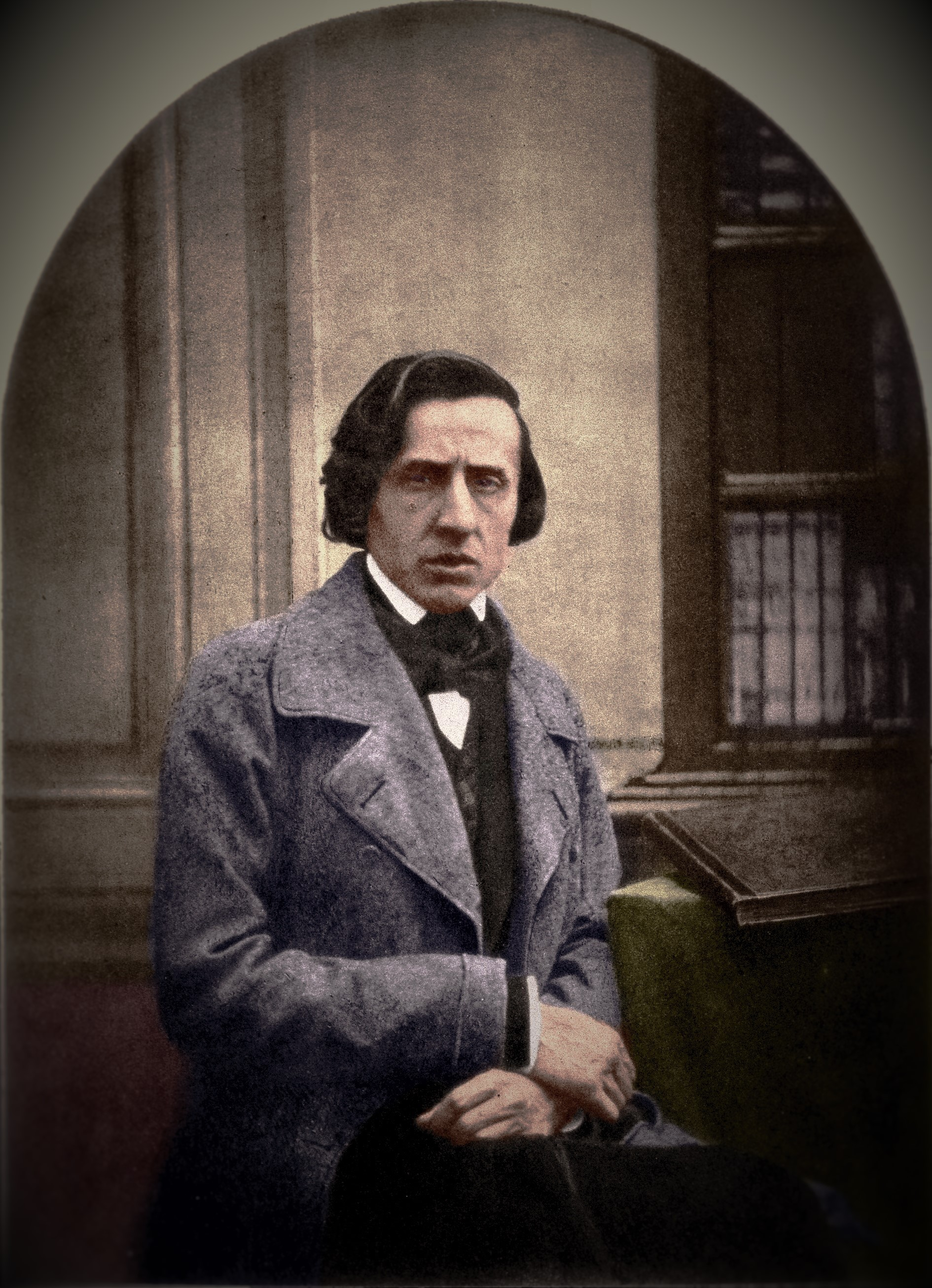
ルイ＝オーギュスト・ビソンによる晩年のショパン

2011年3月にショパンの死後撮影された写真を発見したとポーランドの写真収集家が発表した。この写真には、ベッドに仰向けに横たわるショパンの横顔が写されており、ビソンの署名がある。しかし、ショパン博物館の学芸員・パリのポーランド図書館の写真専門家・ショパン研究家の3者は、この写真を偽造としている。
2017年1月にスイスの物理学者アラン・コーラーによる新たな写真の発見が発表された。

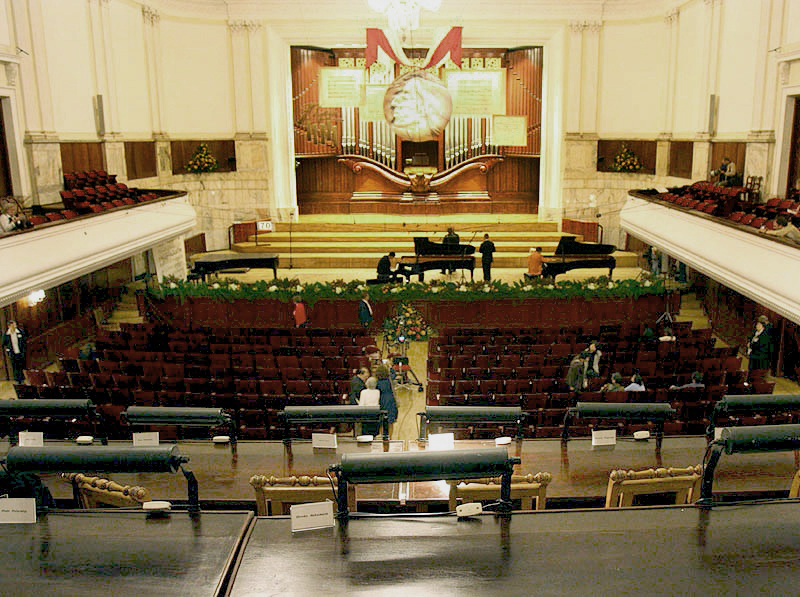
ショパン国際ピアノコンクールの会場風景 （ポーランド、ワルシャワ、2005年）
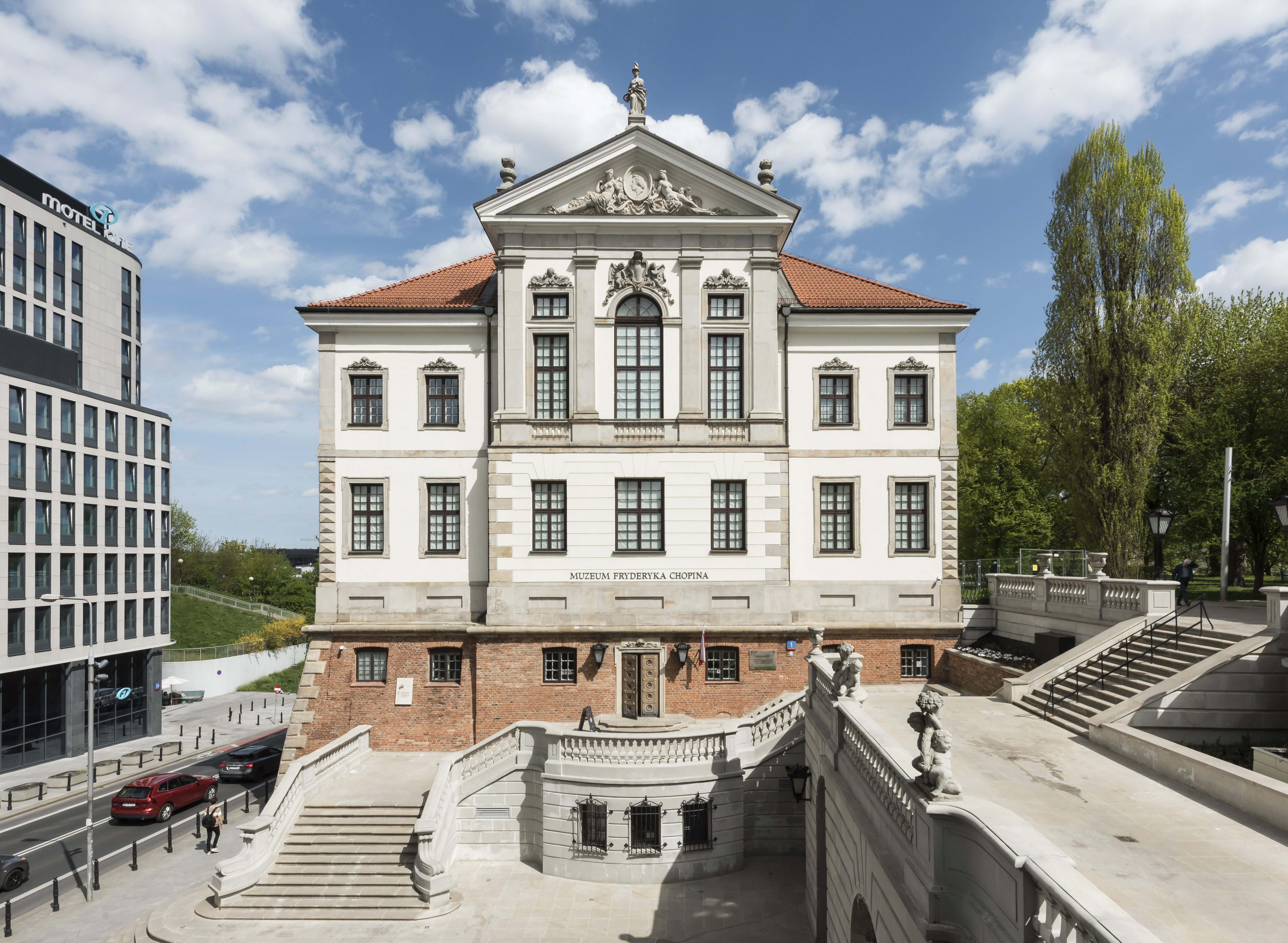
フレデリック・ショパン博物館（オストログスキ家宮殿）。ポーランド、ワルシャワ[注釈 97]

### ショパンの書簡に関する問題

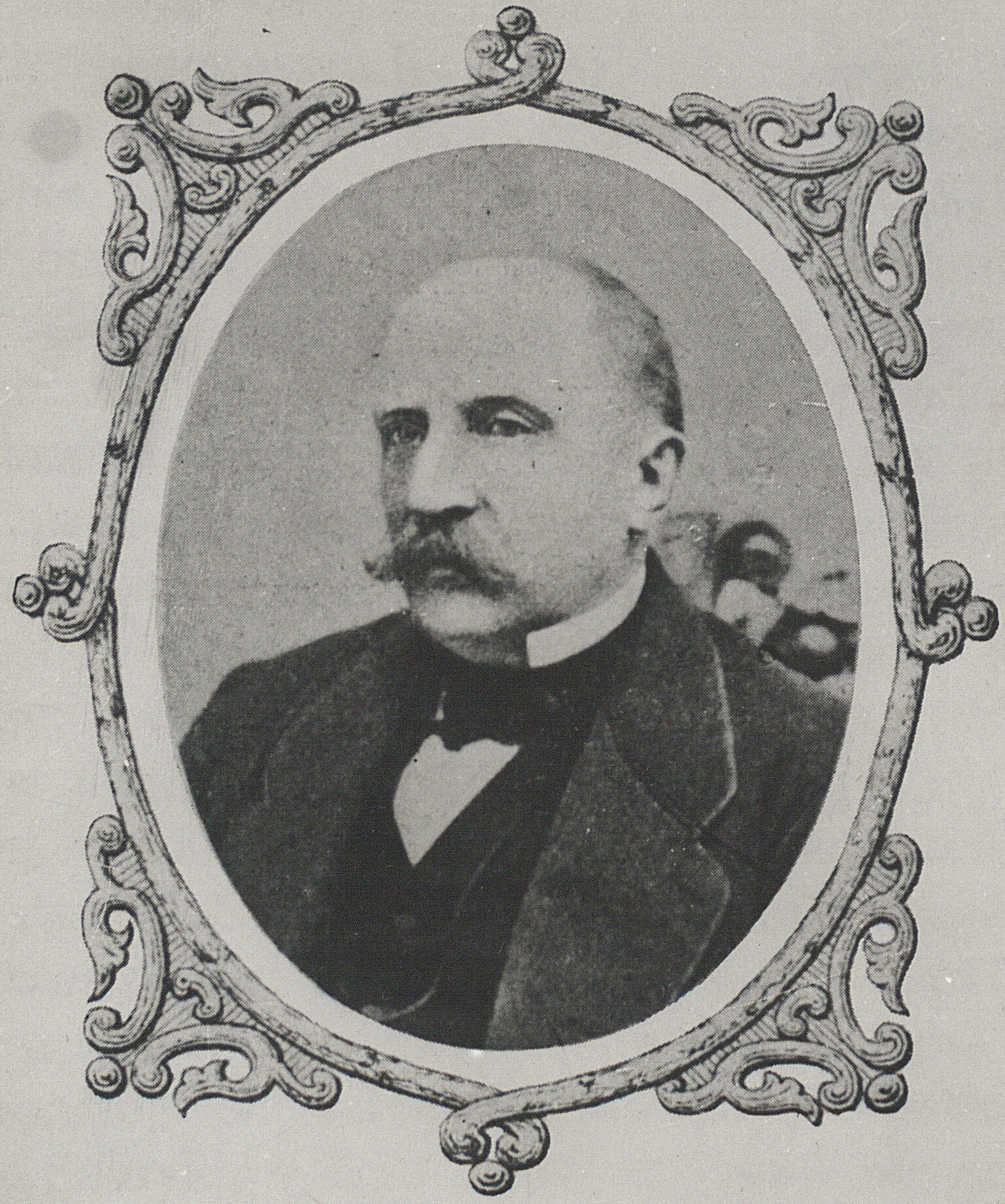
ティトゥス・ヴォイチェホフスキ

ショパンの書簡については、作品同様に戦乱によってその大部分が消失していること、ティトゥス・ヴォイチェホフスキら一部の友人及びモーリッツ・カラソフスキら後世のポーランドの伝記作家が国粋主義的な動機から改竄を加えたことなどから、友人による写しなどソースが怪しいものが多く、それらにもとづく虚実不明のエピソードが現在に至るまで流布している。
代表的な事例として、第二次大戦直後にポーランドの音楽研究家パウリーナ・チェルニツカが、ショパンがデルフィヌ・ポトツカ伯爵夫人に書いたという大量の書簡を公表した、というケースがある。これらにはショパンの私生活に対する言及や彼の音楽思想、他の音楽家に対する批評が多く含まれていたため議論を巻き起こした。彼女は原本の公開を拒否したまま謎の自殺を遂げたが、現在では（一部に議論はあるが）少なくとも大部分が彼女による偽作とされている。1950-60年代に書かれた伝記などにはこれらの書簡を引用したものが多い。ちなみに、ショパンがポトツカ伯爵夫人に書いた本物の手紙は一点のみ現存している。

## 作品
ショパンは、多くのピアノ作品を残したが、その中には未知の作品や、原稿消失作品が複数あることが確認されている。出版されている作品についても、戦乱により自筆譜が失われているものが多い。
ショパンの作品にはいろいろと逸話のあるものが多く、それらの中にはきちんと確証の持てないものも多い。サブタイトルは、ショパンが曲にタイトルを付けることを好まなかったため、ほとんどはショパン自身によるものではない。
ショパンは、遺言で自分の未出版作品の破棄を希望していたが、その希望は受け入れられず、友人でもあったユリアン・フォンタナをはじめとするショパン研究者によって出版された。主な遺作には、『幻想即興曲』『レント・コン・グラン・エスプッレシオーネ 嬰ハ短調（夜想曲 第20番）』などがある。
フォンタナは、ショパンの原稿を整理し、また作曲年代に関係なく作品番号を付けて出版した。遺作にあたる作品66から74は、フォンタナによって付けられた作品番号である。
なおショパンの作品の分類番号は2つある。KK（クリスティナ・コビラィンスカによる作品番号のついていない作品）とBI（モーリス・ブラウンによる作品分類番号）の2つである。ヤン・エキエルは、彼自身が編纂しているナショナル・エディション（ショパン全集）の中で、作品番号の付いていない作品に限って、WN（Wydanie Narodowe = ナショナル・エディション）というエキエル独自の作品分類番号を記している。

### 編曲

#### オーケストラ曲
有名なものとして、いくつかの楽曲にオーケストレーションを施してまとめた数種のバレエ音楽がある。
- レ・シルフィード（Les Sylphides） - 1909年初演のバレエ曲目。バレエ演目としてのショパンの編曲では最も有名なもの。編曲者は多数にわたるが、次項のグラズノフを含む。ラ・シルフィード（La Sylphide） - 1835年初演のバレエ曲目と混同される事があるが、こちらはショパンとは関係ない。
- ショピニアーナ（Chopiniana） - グラズノフ編曲によるもの。バレエ音楽としての『レ・シルフィード』そのものを指す場合と、『レ・シルフィード』からグラズノフの編曲によるものをさらに抜粋した演奏会用組曲を指す場合がある。英雄ポロネーズや軍隊ポロネーズ、ノクターンやマズルカなどにオーケストレーションが施されている。

#### ピアノ曲
- フランツ・リスト 『ポーランド歌曲集』 - ショパンの歌曲集作品74をピアノ独奏用に編曲。
- ステファン・ヘラー 『エレジーと葬送行進曲 作品71』 - 前奏曲作品28-4と作品28-6の編曲。
- ミリイ・バラキレフ 『ショパンの2つの前奏曲の主題による即興曲』 - 前奏曲作品28-11と作品28-14の合体編曲。
- レオポルド・ゴドフスキー 『ショパンの練習曲に基づく53の練習曲』
- マックス・レーガー 『ピアノのための5つの特別練習曲』 - 第1番(作品64-1の編曲)・第2番(作品42)・第3番(作品29)・第4番(作品25-6)・第5番(作品64-2)。

#### 歌曲
- ポーリーヌ・ヴィアルド 『6つのマズルカ』 - ルイ・ポメ(Louis Pomey)のフランス語の詞による歌曲への編曲。ショパンの面前でも演奏された[75]。
  - 第1集（1864年出版）作品6-1・作品7-1・作品24-1・作品33-3・作品50-2・作品68-2の編曲。
  - 第2集（1888年頃出版）作品6-4・作品7-3・作品24-2・作品33-3・作品50-1・作品67-1の編曲。

## 楽器
ワルシャワ在住時にショパンが作曲と演奏に使っていた楽器は、ブッフホルツ製のピアノであった。この楽器については、2018年にポール・マクナルティが復元楽器を製作し、ワルシャワ大劇場で公開演奏されたほか、ショパン研究所主催の第1回ショパン国際ピリオド楽器コンクールで使用されたことが知られている。
ショパンはその後、ワルシャワを離れたパリ在住時に、プレイエルから楽器を購入した。彼はプレイエルのピアノを、「ノン・プルス・ウルトラ」（極致！）と評価している。パリでショパンと交友関係にあったリストは、ショパンのプレイエルの音を「クリスタルと水の結婚」のようだと述べている。
また1848年にロンドンに滞在していたショパンは、自分のピアノ3台について「大きな応接間にはピアノが３台あり、プレイエル１台、ブロードウッド１台、エラール１台がある。」と手紙に記している。

## 楽譜
ポーランド音楽出版社（パデレフスキ版およびエキエル版）やヘンレ社やペータース社などの原典版楽譜では、ショパン自筆の楽譜と、フォンタナやその他の編集者による楽譜が掲載されており、比較することができる。
パデレフスキ版
ショパン旧全集（全27巻）イグナツィ・パデレフスキ編集。クラクフ版と呼ばれることもある。 全27巻の中から1曲または数曲を収めたピース版と作品選集も刊行されている。
エキエル版
ショパン・ナショナル・エディション財団（FWN = Fundacja Wydania Narodowego Dziel Fryderyka Chopina）ショパン新全集（全37巻）ヤン・エキエル編集。通称「エキエル版」または「ナショナル・エディション」（補遺作品集以外は、2010年に完結）1995年に装丁デザインが変更された。要約及び校訂報告がポーランド語版だけでなく英語版も出版された。一部の楽譜ではフランス語版とドイツ語版も出版されている。2021年5月からは全音楽譜出版社より日本語版が順次出版されている。
ペータース社版
ブロニスラウ・フォン・ポツニアク（ブロニスワフ・プズニャク）とヘルマン・ショルツ編集
ショパン全集・新校訂による原典版（ロンドン・ペータース社から現在刊行中）
ウィーン原典版
ヤン・エキエル編集。ただし、エチュード集がパウル・バドゥラ＝スコダ編集、24の前奏曲作品28がイェルク・デームス編集、ポロネーズ集とアンダンテ・スピアナートと華麗なる大ポロネーズ作品22がクリスティアン・ウーバー編集。
ヘンレ社原典版 （通称「ヘンレ版」）
旧ショパン集・Ewald Zimmermann校訂による旧原典版 1980年代の校訂。
新ショパン集・Norbert Müllemann校訂による新原典版 2010年代以降の校訂。
サラベール社版（アルフレッド・コルトーによる校訂。通称 「コルトー版」）
ナショナル・エディションと同様、全音楽譜出版社から日本語版が出版されている。
デュラン社版（クロード・ドビュッシーによる校訂）
音楽之友社版
春秋社版（井口基成による校訂）
全音楽譜出版社版
エチュードのみ原典版に基づく山崎孝校訂版もある。

## メディア

### ピリオド楽器による録音
- Alexei Lubimov. Chopin, Bach, Mozart, Beethoven. At Chopin’s Home Piano. Played on the 1843 Pleyel piano.
- Krzysztof Książek. Fryderyk Chopin, Karol Kurpiński. Piano Concerto No.2 f-moll (solo version), Mazurkas, Ballade; Fugue & Coda B-dur. Played on a copy of a Buchholtz piano made by Paul McNulty.
- Viviana Sofronitsky, Sergei Istomin. Fryderyk Chopin. Complete works for cello and piano. Played on a copy of the 1830 Pleyel and the 1819 Graf instruments  made by Paul McNulty.
- Dina Yoffe. Fryderyk Chopin. Piano Concertos No. 1 & 2, version for one piano. Played on the1848 Pleyel and the 1838 Erard pianos.
- Riko Fukuda, Tomias Koch. Chopin, Mendelssohn, Moscheles, Hiller, Liszt. Grand duo Œuvres pour duo de pianofortes.  Played on the 1830 and 1845 Graf pianos.
- Tomasz Ritter. Fryderyk Chopin. Sonata in B Minor, Ballade in F minor, Polonaises, Mazurkas. Karol Kurpinski. Polonaise in D minor. Played on the 1842 Pleyel piano, the 1837 Erard piano and a copy of Buchholtz piano from ca 1825-1826 made by Paul McNulty.

## フレデリック・ショパンを扱った作品

### 題名及び歌詞に出てくる楽曲
- 『謝肉祭』作品9 - ロベルト・シューマン
  - クララ・ヴィーク（第11曲の「キアリーナ」）やパガニーニ（第16曲の途中にある間奏曲）と共に第12曲のタイトルとして現れている。
- 『月に憑かれたピエロ』作品21 - アルノルト・シェーンベルク
  - 第1部第5曲が『ショパンのワルツ』と題されている。
- 『ライヒとライリーのいる自画像、背景にショパンもいる』 - ジェルジ・リゲティ
  - 繰り返しを基調とするリゲティ自身の1970年代以降の音楽について、アメリカ発のミニマル・ミュージックとの共通性を題名で告白しているが、同時にその源流をショパンにも見いだしている。
- 18の小品『15.ショパン風に』Op.72-15 - ピョートル・チャイコフスキー
- 『気分』第5曲　練習曲「ショパンへのオマージュ」Op.73-5 - エドヴァルド・グリーグ
- 『ショパンの主題による変奏曲』- フェデリコ・モンポウ（ショパンの『24の前奏曲』第7番イ長調による。第10変奏には幻想即興曲のメロディも使われている）
- 雨音はショパンの調べ - 1983年にイタリアの男性歌手ガゼボが発表した楽曲。英語で歌われており、原題は『I like Chopin』。日本でも小林麻美 with C-POINTのほか日本語カバーが複数存在する。

### 映画
- 別れの曲 - 1934年公開のドイツ映画。ショパンの伝記映画であり、『12の練習曲 作品10』の第3番が「別れの曲」と呼ばれる所以となった作品。
- 楽聖ショパン - ショパンの伝記映画。1945年公開のアメリカ映画。
- ソフィー・マルソーの愛人日記 - サンドとショパン、娘ソランジュらを描いた1991年のフランス映画。
- ショパン 愛と哀しみの旋律 - ショパンとサンドの恋愛を描いた2002年公開のポーランド映画。
- 戦場のピアニスト - 2002年公開。ショパンを扱った作品ではないが、ショパンのピアノ曲が多数演奏される。

### 小説・漫画
- "Życie Chopina(ショパンの生涯)" - ポーランドの詩人カジミェシュ・ヴィエジンスキが1949年にニューヨークで出版。
- 葬送 - ショパンを主人公とした平野啓一郎の長篇小説。
- 虹のプレリュード - ポーランド時代のショパンが登場する手塚治虫の漫画。
- 僕のショパン - ショパンとリストの友情を描いた桃雪琴梨の漫画。
- 君のために弾くショパン - ショパンの精霊が現代の日本で現れる長江朋美の漫画。

### 詩
- ショパン- ショパンをポーランドの歴史とともに描いた岩田宏の8編からなる組詩。

### ゲーム
- トラスティベル 〜ショパンの夢〜 - トライクレッシェンドが開発し、バンダイナムコゲームス（現・バンダイナムコエンターテインメント）より発売されたロールプレイングゲーム。ショパンが今際に病床で見た最後の夢の世界を彼とは違う夢の世界の住人の少年を主人公に付き添う形で冒険する。
- モンスターストライク - 株式会社MIXIから配信されているiOS・Android用ゲームアプリ。使用キャラクターとしてショパンが登場する。
- ラヴヘブン - 株式会社アンビションから配信されているiOS・Android用ゲームアプリ。使用キャラクターとしてショパンが登場する。

### アニメ
- クラシカロイド - NHK制作のアニメーション。登場人物としてショパンが登場する。
- ルパン三世 グッバイ・パートナー - 金曜ロードSHOW!で放送されたルパン三世のテレビスペシャルシリーズ。過去の登場人物としてショパンが登場する。

### 舞台
- ザ・クラシック-I LOVE CHOPIN - 宝塚歌劇団宙組によるショー。ショパンの楽曲や生涯を題材にした華麗なレヴュー作品。
- 巡礼の年～リスト・フェレンツ、魂の彷徨～ - 宝塚歌劇団花組によるミュージカル。作曲家リストの若き日の苦悩と情熱を描いた。ショパンは、リストの盟友であり好敵手として登場する。演：水美舞斗。